# Confuciusornis
Confuciusornis is een basaal geslacht van uitgestorven vogels dat tijdens het Vroeg-Krijt leefde in het gebied van het huidige China.
De eerste fossielen van Confuciusornis zijn begin jaren negentig in de Noord-Chinese provincie Liaoning gevonden in lagen van de Jehol-groep die ongeveer 125 miljoen jaar oud zijn. In 1995 kreeg het dier zijn naam, die 'Vogel van Confucius' betekent, toen de typesoort Confuciusornis sanctus benoemd werd. Boeren uit de provincie zouden in de jaren daarna een paar duizend exemplaren van Confuciusornis opgraven die vaak een beetje van elkaar verschillen. Op grond daarvan zouden nog vijf andere soorten benoemd worden. Van drie daarvan wordt nu nog steeds gedacht dat het echt aparte soorten zijn: C. dui, C. feducciai en C. jianchangensis. De fossielen van Confuciusornis zijn van een uitzonderlijk hoge kwaliteit. Zelfs resten van het verenkleed zijn bewaard gebleven. Omdat er ook nog meer van gevonden zijn dan van welke andere dinosauriër ook, kregen de geleerden een goed beeld hoe het dier eruitzag.
Confuciusornis was ongeveer vijfentwintig centimeter lang. Hij had een spitse kop met een stevige tandeloze bek. Zijn schedel was erg zwaar gebouwd. Zijn vleugels waren heel lang, met een spanwijdte van tachtig centimeter, door forse armen en grote slagpennen aan de onvergroeide vingers van de hand. Hij had een korte staart met een benig vergroeid uiteinde. Sommige exemplaren hadden daaraan twee smalle staartveren, langer dan het hele lichaam. Zijn achterpoten waren nogal kort. Zijn korte voet had een naar achter gerichte grijpende eerste teen. Door microscopisch onderzoek kon ook de kleur van de veren bepaald worden. Die waren roodbruin, wit en zwart gespikkeld.
Confuciusornis behoort tot de Confuciusornithidae, een groep die zich kort na de oervogel Archaeopteryx van de stamboom van de vogels aftakte. Het skelet van Confuciusornis heeft daarom nog veel weg van dat van eerdere theropode dinosauriërs. Toch lijkt het dier ook wel wat op de huidige vogels. Bij zijn ontdekking was Confuciusornis de oudste bekende vogel zonder tanden en met een korte staart. Aan de andere kant mist hij sommige aanpassingen die de moderne vogels gebruiken om beter te kunnen vliegen. Hij heeft geen echte staartwaaier. Zijn borstbeen heeft geen kiel voor de spieren die de vleugel moeten heffen. Zijn duim is niet bevederd maar draagt een lange klauw. Confuciusornis kon vermoedelijk niet steil opstijgen. Sommige geleerden denken daarom dat hij met zijn klauwen in de bomen klom en meestal op takken zat. Anderen geloven dat hij juist een bodembewoner was of zelfs dat hij helemaal niet kon vliegen. Het is ook omstreden wat hij at. Men denkt wel dat hij met zijn bek zaden kraakte maar de enige gefossiliseerde laatste maaltijd van Confuciusornis is een vis. Het is een twistpunt hoe snel Confuciusornis groeide en of de exemplaren met de lange staartveren de mannetjes zijn.

## Vondst en naamgeving

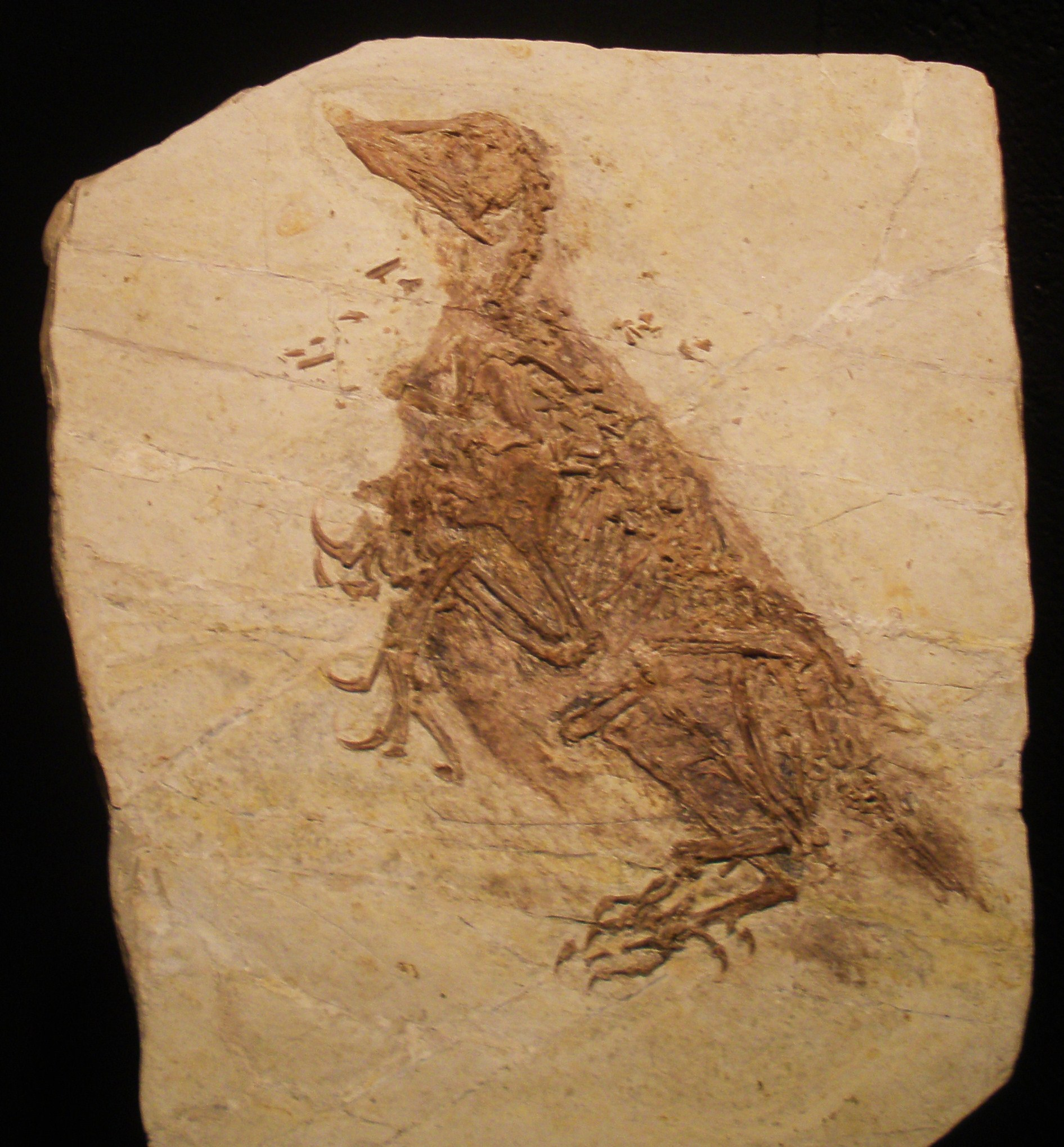
Een van de vele fossielen van Confuciusornis sanctus

In november 1993 kregen Zhou Zhonge, Hu Yoaming en Hou Lianhai, paleontologen van het Institute of Vertebrate Paleontology and Paleoanthropology te Beijing, een vogelfossiel onder ogen dat door amateurpaleontoloog Zhang He op een vlooienmarkt bij Sihetun in de provincie Liaoning gekocht was. Dit liet een de wetenschap onbekende soort zien en toonde ook de resten van veren. In december 1993 konden van een boer, Yang Yushan, nog eens twee fossielen verkregen worden. Bij nader onderzoek bleek dat boeren in deze streek al enkele jaren steengroeven van vulkanische tufsteen aan het exploiteren waren waarin fossielen gevonden werden van een uitzonderlijk hoge kwaliteit. Het gebied was dus een zeldzame Konservat-Lagerstätte. Dat nu net deze vogel als een van de eerste aan het licht kwam, was geen toeval: het dier was een van de meest voorkomende soorten in de groeven, waarvan de eerste vondsten niet later dan 1992 moeten zijn gedaan. Hou was verbaasd te zien hoe de steenplaten in een welhaast industrieel proces systematisch op de aanwezigheid van fossielen werden gecontroleerd. Vele honderden exemplaren zijn ondertussen door de Chinese instituten aan hun collecties toegevoegd — alleen al het Shandong Tianyu Museum of Nature gaf in 2010 aan 536 specimina te bezitten — en het is geschat dat ruim een duizendtal illegaal verkocht is aan commerciële fossielenhandelaren die ze ten dele zouden doorverkopen aan klanten in het Westen. Van geen enkele andere vogel, of zelfs dinosauriër, zijn zoveel fossiele individuen geborgen. De vele specimina bieden een unieke bron van informatie over de soort, waarvan het skelet en verenkleed nu volledig bekend zijn — het laatste zelfs inclusief de kleuren. Wel betreft het compressiefossielen die dus extreem zijn platgedrukt wat het restaureren van de driedimensionale vorm sterk bemoeilijkt. Daarnaast is er nog het probleem dat handelaren vaak de waarde van de fossielen verhoogd hebben door ontbrekende delen met stukken van andere exemplaren aan te vullen of zelfs simpelweg te vervalsen.

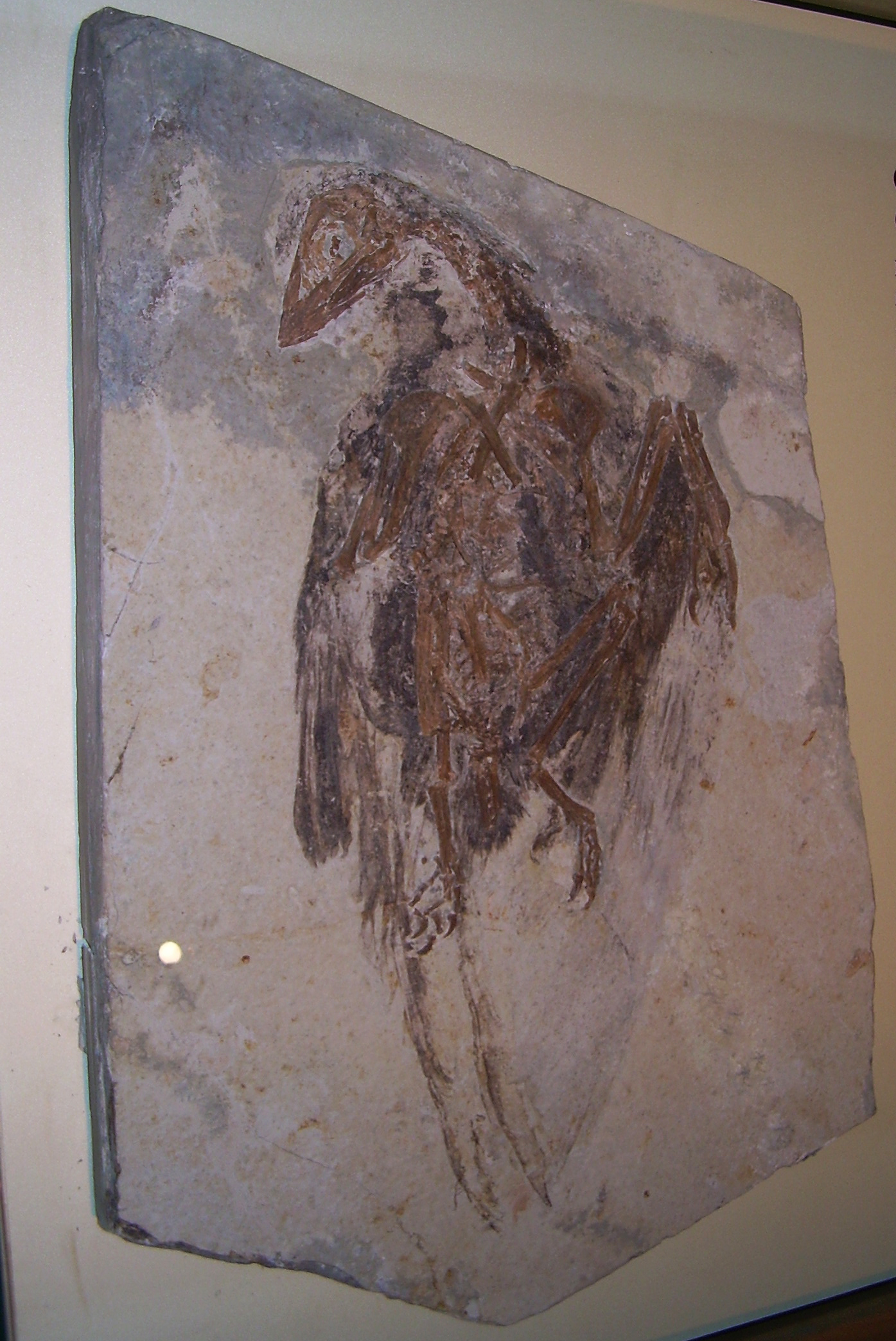
Een afgietsel is vaak moeilijk van een origineel van Confuciusornis te onderscheiden

In 1995 benoemden en beschreven Zhou en Hou, samen met Gu Youcai en Zhang He de eerste drie bekende fossielen als de typesoort Confuciusornis sanctus. De geslachtsnaam verbindt de naam van de grote Chinese wijsgeer Confucius met het Klassiek Griekse ὄρνις, ornis, 'vogel'. De soortaanduiding betekent 'heilige' in het Latijn; het is een vertaling van de Chinese eretitel 圣贤, shèngxián, 'wijze'. De vondst werd datzelfde jaar ook aan het Westen gemeld in een artikel geschreven samen met de Amerikaanse ornithologen Larry Martin en Alan Feduccia.
Het holotype, IVPP V10918, is gevonden in de Jianshangoulagen van de Yixianformatie die dateren uit het Barremien-Aptien, ongeveer 125 miljoen jaar oud. Het bestaat uit een plaat en tegenplaat waarop een schedel en onderkaken en een vleugel te zien zijn. De paratypen zijn IVPP V10895, een bekkenhelft met achterpoot en IVPP V10920-25, zes losse veren. Doordat er niet op completer materiaal gewacht werd, sloeg de beschrijving op veel punten de plank mis; zo werd er ten onrechte van uitgegaan dat er een lange staart en tanden aanwezig waren. In 1997 werd een veel gedetailleerder beschrijving door Hou gepubliceerd, gebaseerd op vier veel vollediger specimina die in 1995 in beslag genomen waren. Opnieuw werd daarbij een aantal fouten gemaakt. Vanaf 1996 begonnen ook andere westerse onderzoekers over de soort te publiceren, op basis van gegevens aangeleverd door de oorspronkelijke beschrijvers, op grond van naar het Westen uitgevoerde fossielen of door samen te werken met concurrerende Chinese onderzoekers.
Bijna alle fossielen aan C. sanctus toegewezen komen uit de Jianshangoulagen, meer specifiek uit een stratum van maar vierentachtig centimeter dikte, maar enkele, zoals specimen IVPP V13313, uit de latere Jiufotanglagen van Dapingfang die stammen uit het middelste Aptien met een argondatering van 120,3 miljoen jaar oud. Het is de vraag of het hierbij inderdaad om C. sanctus gaat of om een ander taxon. In de jaren negentig werd nog wel aangenomen dat de Yixianformatie uit het late Jura zou kunnen stammen maar dat wordt tegenwoordig zeer onwaarschijnlijk geacht.
Binnen het grote aantal exemplaren is ook een grote variabiliteit waarneembaar. Ten dele gaat het daarbij om verschillen in sekse of rijping maar Chinese onderzoekers hebben na 1995 ook een aantal nieuwe soorten binnen Confuciusornis benoemd.

### Andere soorten en geslachten
In 1995 had Hou nog een tweede paratype van C. sanctus aangegeven: specimen IVPP V10919. In 1997 benoemde hij dit als een tweede soort: Confuciusornis chuonzhous. De soortaanduiding verwijst naar Chuanzhou, een oude naam voor de stad Beipiao. Het type bestaat uit een achterpoot. Luis Chiappe zou in 1999 aantonen dat het gaat om een jonger synoniem van C. sanctus, waarmee geen relevante verschillen zijn. Volgens sommige onderzoekers gaat het om een nomen dubium. De naam Confuciusornis meidus werd per abuis ook voor deze soort gebruikt.
In 1997 benoemde Hou ook een derde soort: Confuciusornis suniae, gebaseerd op specimen IVPP V11308. De soortaanduiding eert mevrouw Sun, de echtgenote van de heer Shikuan Liang die het specimen aan het IVPP schonk, wegens haar deugdzame karakter. Ook hiervan heeft Chiappe aangetoond dat het een jonger synoniem is van C. sanctus.
In 1999 benoemde Hou, samen met Martin, Zhou, Feduccia and Zhang een vierde soort: Confuciusornis dui. De soortaanduiding eert Du Wengya, de particulier verzamelaar die het specimen schonk, IVPP V11553. Er is ook een paratype: IVPP V11521. Verschillen met de typesoort betreffen een verschillende bouw van de vleugels, de ribben en het borstbeen.
In 2009 benoemde Zhang Fucheng een vijfde soort: Confuciusornis feducciai, gebaseerd op specimen D2454. De soortaanduiding eert Feduccia.
In 2010 benoemden Li Li, Wang Jingqi en Hou Shilin een zesde soort: Confuciusornis jianchangensis, gebaseerd op het bij Toudaoyingzi gevonden specimen PMOL-AB00114 uit de Jiufotangformatie die volgt op de Yixianformatie. Het gaat hier wellicht om een geheel andere soort die nauwer verwant is aan de Ornithothoraces. De beschrijvers hebben IVPP V13313 aan C. jianchangensis toegewezen.
In 2022 werd een zevende soort benoemd: Confuciusornis shifan. De soortaanduiding betekent 'de volmaakte meester', een gebruikelijke erenaam voor Confucius. De soort onderscheidt zich door een extra kussenvormig element in de basis van de eerste vinger.
Dat er nu vijf mogelijke valide soorten zijn, maakt het veel moeilijker de veelheid aan exemplaren te determineren. Veel ervan zijn aan C. sanctus toegewezen zonder dat gecontroleerd kon worden op overeenkomsten met de andere drie soorten.
In 2002 benoemde Hou een geslacht Jinzhouornis op basis van specimen IVPP V14412 met twee soorten: de typesoort Jinzhouornis yixianensis en Jinzhouornis zhangjiyingia gebaseerd op specimen IVPP V12352. Chiappe stelde in 2008 dat beide soorten jongere synoniemen zijn van Confuciusornis sanctus.

## Beschrijving

### Algemene bouw en grootte

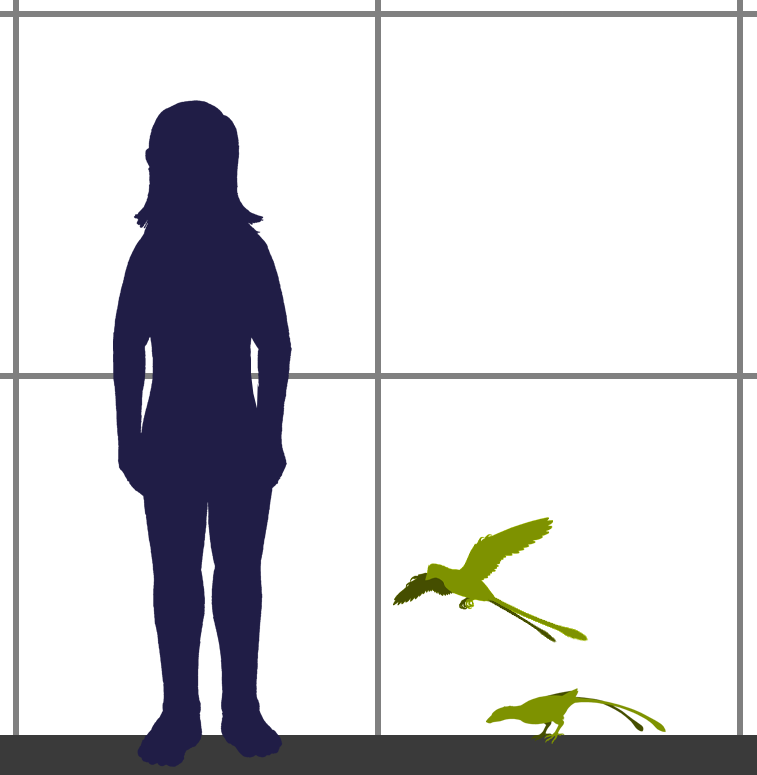
Een groottevergelijking met een mens

Confuciusornis is een middelgrote vogel. Het holotype was ongeveer twintig centimeter lang zonder staartveren en had een spanwijdte van zo'n zeventig centimeter inclusief de lange slagpennen. De kop is spits en kort en ook de nek is kort. De romp is relatief plat. Gecombineerd met een korte benige staart geeft dit Confuciusornis een erg gedrongen uiterlijk. De grootste individuen, zoals specimina BSP 1999 I 15 en D2454, hebben een opperarmbeen dat rond de zeven centimeter lang is en een dijbeen van bijna zes centimeter. Dit wijst op een spanwijdte van boven een meter. Hun gewicht is wel zo hoog geschat als anderhalve kilogram terwijl een gemiddeld exemplaar een halve kilo zou wegen. In 2009 gaf Dieter Stefan Peters een schatting van 421 gram voor middelgrote exemplaren en 728 gram voor de grootste. Andere schattingen geven de middelgrote echter zo licht als een paar honderd gram. De kleinste bekende exemplaren hebben een opperarmbeen van drie centimeter lengte.
In 1995 was Confuciusornis de meest basale bekende vogel met uitzondering van Archaeopteryx. Dat wekte grote belangstelling omdat de soort hierdoor veel informatie kon leveren over de vroege evolutie van de vogels. Opmerkelijk is dat Confuciusornis in bouw op bepaalde punten nog oorspronkelijker is dan Archaeopteryx. Zo is de oogkas, zoals het holotype van C. dui goed laat zien, achteraan nog helemaal gesloten en vervloeit niet met het onderste slaapvenster; het postorbitale is zelfs bepaald robuust gebouwd. In andere opzichten verschilt de soort niet wezenlijk van Archaeopteryx: de schoudergordel is vrij laag geplaatst en een kiel op het borstbeen ontbreekt. Maar er zijn ook eigenschappen die op het eerste gezicht veel moderner aandoen. Een ervan is de tandeloze bek. Het is echter de vraag of deze toestand homoloog is aan de tandeloze snavel van de huidige vogels: meer afgeleide vogels hoger in de stamboom hadden immers wel degelijk tanden. Tenzij we aannemen dat ze die tijdens de evolutie weer herwonnen hebben, moet de gelijkende bek van Confuciusornis dus een autapomorfie zijn van althans de Confuciusornithidae, een eigenschap die deze groep onafhankelijk van de voorouders van de hedendaagse vogels ontwikkeld heeft, misschien als eerste onder de Aves. Een tweede eigenschap was vermoedelijk wel homoloog: het bezit van een pygostyle, een vergroeiing van de laatste staartwervels tot een kort botelement. Dit kenmerk blijkt echter oorspronkelijk een heel andere functie te hebben gehad dan het orgaan dat tegenwoordig de waaier van twaalf staartveren draagt: bij Confuciusornis blijkt het de bevestiging van twee lange sierveren te zijn geweest en echte waaiers duiken pas op bij de Ornithuromorpha.

### Onderscheidende kenmerken
Hou gaf in 1995 een groot aantal onderscheidende kenmerken voor Confuciusornis. Omdat er sindsdien veel meer basale vogels gevonden zijn waarvan er een aantal waarschijnlijk of mogelijk onder Confuciusornis in de stamboom staat zoals Jeholornis en Sapeornis, zijn er weinig unieke kenmerken overgebleven. Sommige daarvan komen daarbij niet bij alle soorten van Confuciusornis voor. Mogelijke diagnostische kenmerken zijn nog: het ontbreken van tanden in de bovenkaak; een grote opening in de deltopectorale kam van het opperarmbeen; een dentarium in de onderkaak dat achteraan sterk gevorkt is; een langwerpige opening in de buitenste zijwand van de onderkaak; de takken van het vorkbeen zijn minder dan vijf keer zo lang als breed; het bovenprofiel van de snuit vormt een rechte lijn; het tweede kootje van de tweede vinger is sterk gebogen; het spleniale reikt tot aan de voorkant van het dentarium; de onderste gewrichtsknobbel van het vierde middenvoetsbeen is veel kleiner dan die van het tweede en derde middenvoetsbeen.
Niet alleen onderscheiden de soorten van Confuciusornis zich van andere soorten, ze zijn ook onderling verschillend — de aanleiding om ze als soorten te onderscheiden. Voor alle kan dus ook weer een eigen diagnose worden opgesteld.

#### Confuciusornis sanctus

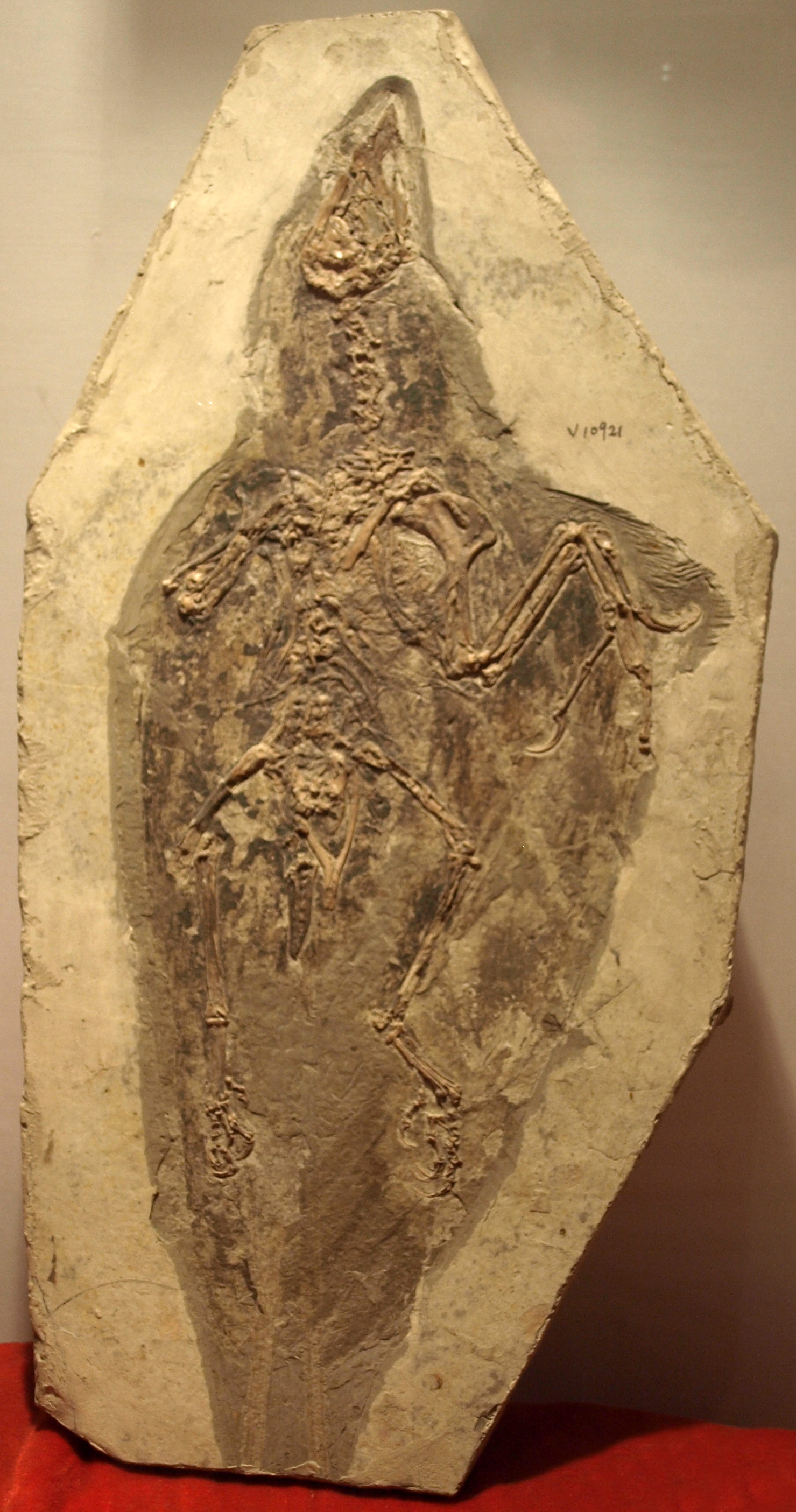
Een exemplaar in het museum van Beijing

De typesoort heeft enkele unieke kenmerken of een unieke combinatie van kenmerken. Niet bij de andere soorten zijn aangetroffen: de middenvoet is onderaan uitgehold; het quadratum en het quadratojugale hebben een penverbinding; het quadratum heeft een dubbele kop; het surangulare heeft onderaan een uitsteeksel dat tot in de zijdelingse opening van de onderkaak steekt; het surangulare heeft een vergrote opening; het ravenbeksbeen heeft geen opening; er zijn vijf paar borstribben; de deltopectorale kam is aan de bovenste onderkant uitgehold; de achterste onderkant van het opperarmbeen heeft een duidelijke groeve voor de aanhechting van de Musculus humerotricipitalis; het schaambeen heeft een verbreed onderste uitsteeksel.
Een kenmerk dat met C. feducciai gedeeld wordt, is de verdieping van de voorste onderkaak.

#### IVPP V13313
Het exemplaar uit de jongere Jiufotangformatie, IVPP V13313, is niet alleen afwijkend in datering maar ook in bouw. Het heeft geen volledige unieke kenmerken maar de combinatie komt bij geen van de vier benoemde valide soorten voor. Het onderscheidt zich van C. sanctus door het ontbreken van een lang onderste uitsteeksel van het surangulare. Het onderscheidt zich ook van C. dui: de onderkaak is vooraan verbreed; de opening in het surangulare is achteraan vergroot; het eerste middenhandsbeentje is bovenaan breed; de klauw van de eerste vinger is groter dan die van de derde; het onderbeen is kort. Het onderscheidt zich van C. feducciai: de voorpoot is kort; een opening is aanwezig in de deltopectorale kam; de eerste vinger is robuust; de achterste zijuitsteeksels van het borstbeen buigen niet naar voren.
Hoewel deze vorm dus het meest op C. sanctus lijkt, is mede gezien de datering wel gesuggereerd dat het een aparte soort betreft.

#### Confuciusornis dui
De oorspronkelijke diagnose van C. dui door Hou bleek achteraf veel kenmerken op te sommen die toch bij C. sanctus te vinden waren. Enkele afwijkende eigenschappen blijven waarschijnlijk: de kleine grootte; de eerste en derde handklauwen zijn ongeveer gelijk in grootte; de opgaande tak van de maxilla is verticaal, nauw en vernauwend zonder opening; de maxilla vormt een groot deel van de onderkant van de oogkas; de achterste bovenste tak van het tandbeen overspant het grootste deel van de opening in de onderkaak en is hoger dan de onderste tak; de zijuitsteeksels van het borstbeen zijn niet gevorkt en dragen borstribben; de borstribben verkorten naar achteren toe tot een derde van de lengte van de eerste rib; de achterste twee borstribben zijn aan het uiteinde verbreed; het eerste middenhandsbeen vernauwt bovenaan; het onderbeen heeft 84% van de lengte bij even grote exemplaren van C. sanctus.

#### Confuciusornis feducciai
Ook Zhang gaf een opsomming van onderscheidende kenmerken van C. feducciai waarvan enkele toch weer bij C. sanctus zijn aangetroffen. C. feducciai is groot maar valt binnen de variatie bij C. sanctus. Een V-vormig vorkbeen, een rechthoekige deltopectorale kam en een wat langere tweede handklauw tonen ook enkele exemplaren van de typesoort, hoewel de combinatie wellicht uniek is. Wel op zich uniek zijn: een lange voorpoot, meer dan een tiende langer dan de achterpoot; het ontbreken van een opening in de deltopectorale kam; een verkleinde duimklauw die niet langer is dan die van de derde vinger; een zitbeen dat meer dan anderhalfmaal zo lang is als het schaambeen; het borstbeen heeft voorste zijuitsteeksels en de achterste zijuitsteeksels zijn verlengd en schuin naar voren gericht.

#### Confuciusornis jianchangensis
De laatste benoemde soort, Confuciusornis jianchangensis, is nog niet kritisch door andere onderzoekers behandeld. Van het specimen ontbraken de vleugels en de schoudergordel. De beschrijvers melden in de Engelstalige abstract van hun in het Chinees geschreven artikel enkele onderscheidende kenmerken: de soort is klein; het squamosum heeft de vorm van een gelijkzijdige driehoek; het quadratum is dik; de voorste bovenkant van de onderkaak is bol; de middenvoetsbeenderen zijn bovenaan vergroeid; het vijfde middenvoetsbeen ontbreekt; de pygostyle is breed en dik.

### Schedel en onderkaken

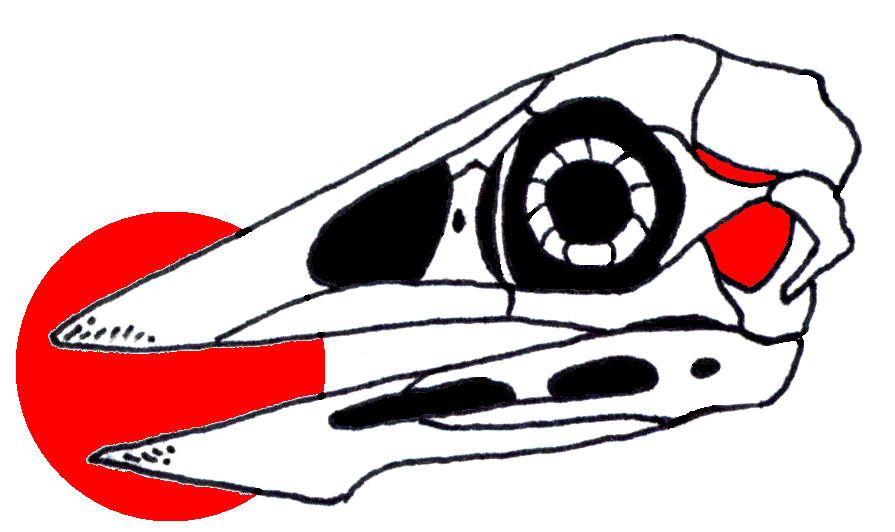
De schedel van Confuciusornis met de oogkas door een driestralig postorbitale gescheiden van de slaapvensters

De schedel van Confuciusornis sanctus is ongeveer vijf centimeter lang. Achteraan is de kop zowel breed als hoog. Naar voren toe loopt hij spits toe in een vrij rechte lijn zodat een driehoekig profiel ontstaat. De schedel zelf en de onderkaken zijn zwaargebouwd. Er is geen belangrijke kinesis, onderlinge beweegbaarheid van de schedeldelen. De verschillende schedelopeningen zijn gescheiden door zware beenspanten. Ze zijn op zich echter niet sterk gereduceerd: de oogkas is vrij groot en er is een halvemaanvormige fenestra antorbitalis aanwezig, ervan gescheiden door een C-vormig traanbeen. De onderkaken hebben overeenkomstig een grote uitholling aan de zijkant waarin drie langwerpige openingen. Vooraan versterken de onderkaken de driehoekige vorm doordat hun onderkant eerst naar beneden loopt om dan plots in een rechte lijn naar boven te keren zodat de driehoek van de snuit zijn tegenhanger vindt in de wigvormige onderkaakpunt. De kaaklijnen zijn bijna kaarsrecht en volledig tandeloos. Een zware hoornsnavel of rhamphotheca bedekt de voorkant van de kop; het bot is diep gegroefd om deze te verankeren. De bovensnavel vormt vooraan een kleine verbreding om de ondersnavel te kunnen overspannen.

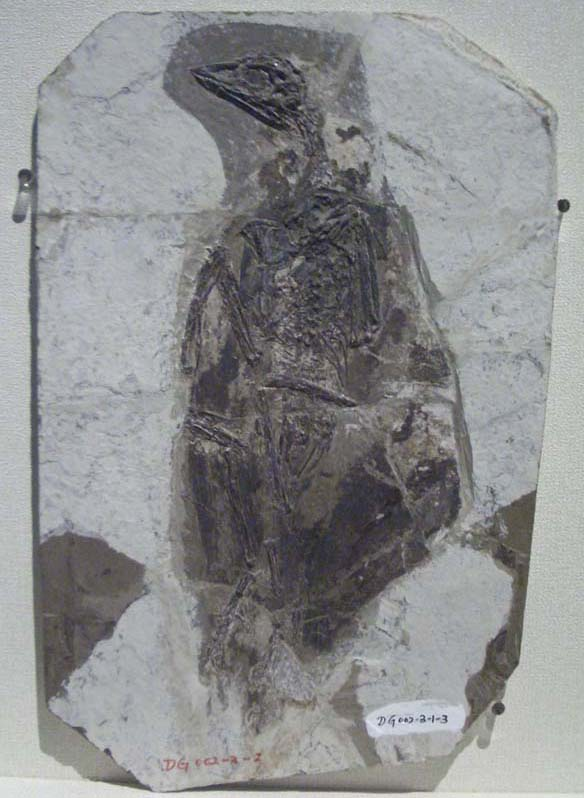
De bek van Confuciusornis is spits en tandeloos

Tussen de praemaxilla en het neusbeen vormt het neusgat een grote, ver naar achteren gelegen, driehoekige opening. De neergaande maxillaire tak van de praemaxilla is vrij kort; Hou dacht in 1997 dat deze lang was en vergiste zich in de identiteit van de beennaad. De maxilla heeft in feite een opgaande tak die intern de bodem van de neusholte uitmaakt, een kenmerk dat moderne vogels verloren hebben. Deze tak heeft een enkelvoudige opening. Bovenaan reiken de praemaxillae tot aan de voorhoofdsbeenderen en dringen zo de neusbeenderen uiteen naar de zijkanten van de schedel. Op dat punt is er, anders dan Hou interpreteerde, geen schedelgewricht zoals bij moderne vogels; prokinesis, het ten opzichte van de achterkant van de schedel omhoogklappen van de bovenkaak, was dus uitgesloten. De voorhoofdsbeenderen zijn afzonderlijk gebold zodat twee lobben ontstaan op het schedeldak. Deze frontalia hebben aan de zijkanten, boven de ronde oogkassen een opstaande rand zodat de kop van Confuciusornis blijkbaar bekroond werd door een plateautje. De identiteit van deze richels is problematisch; Chiappe suggereerde dat het palpebralia zijn, afzonderlijke wenkbrauwbeenderen zoals ook sommige moderne vogels tonen. De achterkant van het plateau wordt gevormd door de wandbeenderen die achteraan overgaan in een rond achterhoofd. De complexe beenderen daarvan zijn bij de meeste exemplaren dermate samengedrukt dat hun precieze vorm niet goed vaststelbaar is; hetzelfde geldt voor het verhemelte. Het achterhoofdsgat lijkt vrij hoog geplaatst te zijn zodat de kop in het verlengde van de nek ligt.
De achterkant van de oogkas wordt begrensd door een driestralig os postorbitale. Een opvallend basaal kenmerk is dat dit de oogkas volledig scheidt van het onderste slaapvenster net als bij eerdere Theropoda; de toestand bij Archaeopteryx is onzeker. De achterste tak van het postorbitale raakt het squamosum en scheidt zo het onderste van het bovenste slaapvenster. Ook de achterkant van de schedel was dus niet zeer kinetisch; Martin dacht in 1998 nog dat het squamosum geheel ontbrak. Wel articuleert het quadratum met zowel het squamosum als de hersenpan; dat laatste is bij Archaeopyteryx niet het geval. Onderaan is het postorbitale verbonden met een robuust jukbeen. In 2018 stelde een studie dat Confuciusornis misschien helemaal geen postorbitale bezat en dat er een nieuwe beenrichel geëvolueerd was ter versteviging van de schedel.
De robuuste onderkaken zijn vooraan stevig vergroeid, behalve bij onvolwassen exemplaren. Het surangulare is vergroeid met het articulare. Het holle vlak van het kaakgewricht op het articulare is aan de zijkanten begrensd door twee opstaande randen zodat cotylen gevormd worden.

### Postcrania

#### Wervelkolom
Het precieze aantal wervels in de wervelkolom is lastig vaststelbaar gebleken doordat de elementjes sterk zijn samengedrukt. Er zijn vermoedelijk negen tot tien halswervels — eerdere schattingen gingen zo laag als zeven — twaalf ruggenwervels, zeven sacrale wervels en zeven vrije staartwervels, gevolgd door een pygostyle dat een versmelting is van naar schatting acht of negen staartwervels.
De voorste gewrichtsvlakken van de halswervels zijn licht heterocoel: zadelvormig. De wervellichamen van de ruggenwervels zijn rond en aan beide zijden afgeplat. Hun doornuitsteeksels zijn van voor naar achter smal en hoog en hun ruggenmergkanaal is smal. Bovenop hebben de wervels diepe groeven voor peesverbindingen; aan de zijkanten zijn ze uitgehold. De zeven sacrale wervels zijn versmolten tot een synsacrum, net als bij moderne vogels. De staartwervels hebben hoge maar dwars gemeten platte doornuitsteeksels. Hun zijuitsteeksels zijn robuust. De laatste vrij staartwervel, net voor de pygostyle, is kleiner en rechthoekig in doorsnede maar met een rond ruggenmergkanaal. De pygostyle is zo'n 40 procent langer dan de rest van de staart en eindigt in een afgeronde punt. Bovenop heeft de pygostyle over de volle lengte een diepe groeve en onderop een kiel, zodat het element duidelijk in een linker- en rechterdeel gesplitst is. Het is onduidelijk in hoeverre de wervelkolom gepneumatiseerd was, bij verschillende exemplaren zijn enkele hals- of ruggenwervels aangetroffen met kleine foramina pneumatica, toegangen voor de luchtzakken.

#### Voorste ledematen

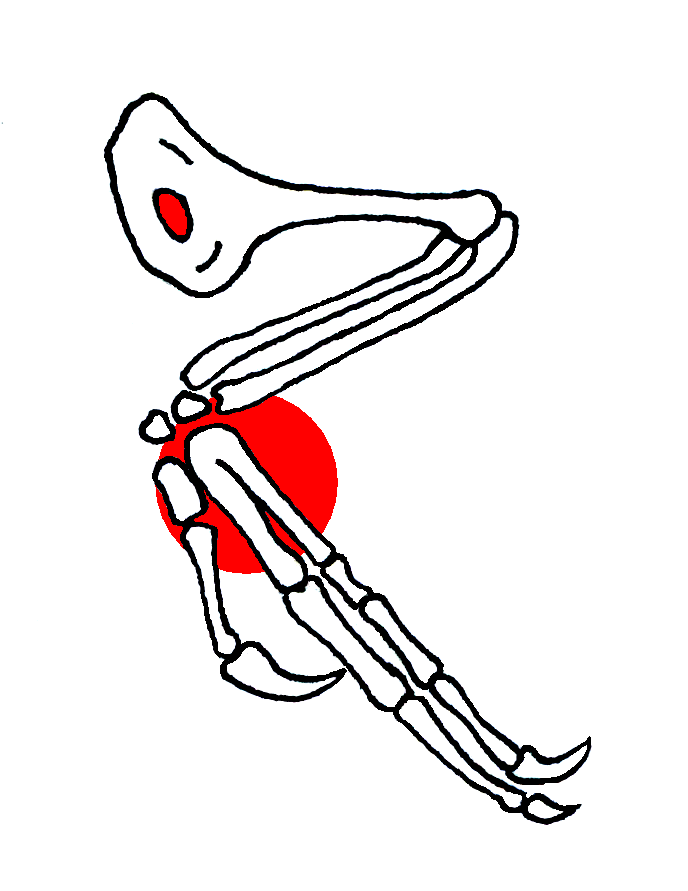
Opvallende kenmerken van de arm zijn de vergroeiingen in de pols en het ovale gat in de opperarmbeenkam

Het vorkbeen is robuust en heeft de vorm van een boemerang waarbij de takken een hoek van 85 graden met elkaar maken. Achteraan mist het een hypocleidium, een puntig uitsteeksel op de middenlijn. Het schouderblad en het ravensbeksbeen zijn met elkaar vergroeid, anders dan bij moderne vogels. In 2021 stelde een studie dat die vergroeiing een secundaire ontwikkeling was als een aanpassing aan een unieke wijze van vliegen. Ze maken in vooraanzicht een hoek van 90 graden met elkaar; de deelfacetten van het schoudergewricht maken zo'n hoek echter niet en liggen in hetzelfde vlak, opnieuw in tegenstelling met de situatie bij bestaande vogels. Het schoudergewricht is volgens Chiappe iets schuin omhoog gericht. Het schouderblad is recht en plat met een verbreed uiteinde. Het heeft een vrij groot driehoekig uitsteeksel, de processus acromialis. Het ravenbeksbeen is kort, stevig en balkvormig zonder een voldoende hoog acrocoracoïde dat als hefpunt zou kunnen dienen voor een pees om de arm te heffen. Het borstbeen heeft ook geen kiel die als aanhechting zou kunnen dienen voor een Musculus supracoracoideus, hoewel sommige exemplaren achteraan een richel hebben. Het borstbeen is langwerpig en bedekt in de breedte het grootste deel van de borstkas. De voorrand is recht of licht bollend. Aan iedere zijkant bevinden zich vooraan facetten voor vijf borstribben. Meer achteraan is er een groot plat zijuitsteeksel met een holle rand. De achterrand eindigt in een V-vormige punt. Achter het borstbeen bevinden zich acht rijen gastralia of buikribben die de hele buikholte ondersteunen. Vermoedelijk draagt iedere ruggenwervel een rib; bij sommige exemplaren hebben die hoog op de schacht naar achter gerichte uitsteeksels, de processus uncinati die de borstkas verstijfden en dienden als aanhechting voor de ademhalingsspieren.

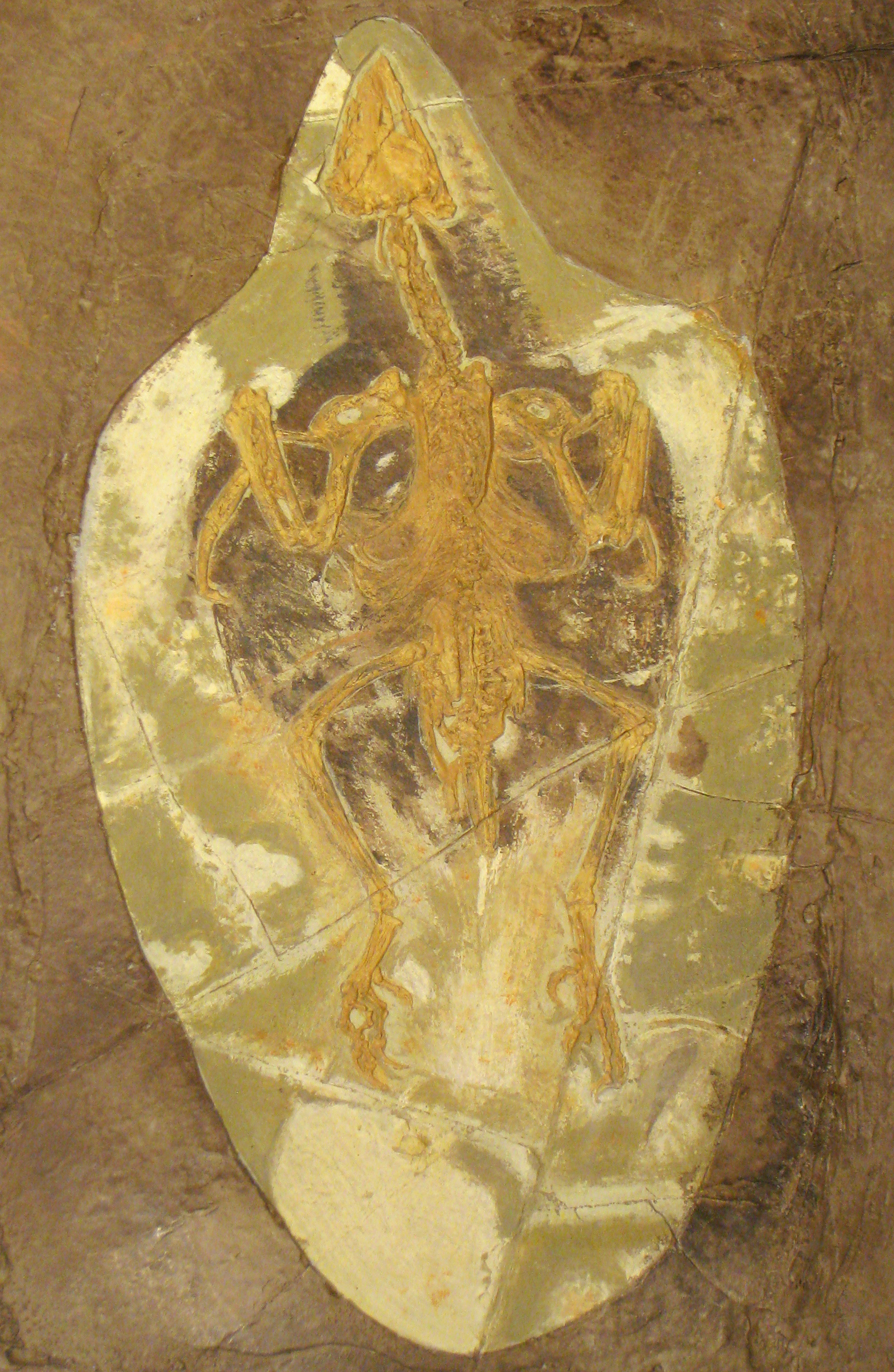
Een afgietsel van Confuciusornis dat de postcrania, de delen achter de schedel, goed toont

De arm is tamelijk lang en robuust gebouwd. Heel anders dan bij moderne vogels is de bovenarm langer dan de onderarm en is de hand langer dan beide. De kam op het opperarmbeen voor de aanhechting van de vliegspieren, de crista deltopectoralis, is lang met een derde van de schachtlengte en zeer breed met een rechthoekig profiel. De kam is doorboord door een groot ovaal foramen dat wellicht diende om het aanhechtingsoppervlak nog verder te vergroten. De onderarmbeenderen zijn relatief recht, hoewel er een kleine kromming zit in de ellepijp. Deze toont geen papillae ulnares, aanhechtingspunten voor de slagpennen. Het spaakbeen heeft een ronde doorsnede die 60% van die van de ellepijp bedraagt. De handwortel is verstijfd doordat het tweede en derde middenhandsbeen bovenaan met elkaar vergroeid zijn en met het bovenliggende halvemaanvormige handwortelbeentje. Het tweede middenhandsbeen is het langste en dikste. Het eerste middenhandsbeen heeft een derde van de lengte van het tweede en is onvergroeid. Het draagt een eerste vinger die uit een lang eerste vingerkootje bestaat en uit een zeer lange, scherpe gekromde duimklauw. De tweede vinger en de derde zijn ongeveer even lang maar de klauw van de tweede is veel kleiner en minder gekromd dan de andere twee. Het eerste kootje van de tweede vinger is het meest robuuste element in de hand; het tweede kootje is langer maar veel dunner. De formule van de vingerkootjes is 2-3-4-0-0

#### Achterste ledematen
Het darmbeen is langgerekt en heeft een laag blad, dat vooraan afgerond is; het achterblad is vrij kort en eindigt in een punt. De groeve voor de aanhechting van de Musculus caudofemoralis brevis ontbreekt, anders dan bij meer basale theropoden. Boven het vrij smalle heupgewricht heeft het darmbeen een driehoekig zijuitsteeksel zoals bij Rahonavis. Het zitbeen is kort met 44 procent van de lengte van het schaambeen. Het uiteinde eindigt in een scherpe punt. De bovenrand draagt een lang naar boven gericht uitsteeksel dat het achterblad van het darmbeen echter niet raakt. De uiteinden van de zitbeenderen zijn niet met elkaar vergroeid. Het schaambeen is sterk naar achteren gericht maar loopt nog niet parallel met het darmbeen. De schacht is niet dwars afgeplat maar heeft een driehoekige doorsnede. Over het laatste kwart van hun lengte zijn de beide schaambeenderen vergroeid om uiteindelijk totaal te versmelten; dit uiteinde is niet laarsvormig.
Het dijbeen is recht met een duidelijk afgetekende kop. De trochanter major en minor worden verbonden door een geleidelijke overspanning. Het rechte scheenbeen is iets langer dan het dijbeen en volledig vergroeid met de enkelbeenderen. Op de voorkant van het scheenbeen bevindt zich onderaan een ovale verhoging, een uniek kenmerk van Confuciusornis. De onderste gewrichtsknobbels zijn niet gescheiden door een diepe groeve. Het kuitbeen is slank, cilindervormig en raakt bijna tot de enkel. De middenvoet is opvallend kort met ongeveer de helft van de lengte van het onderbeen. De tweede tot en met vierde middenvoetsbeenderen zijn met elkaar en met de onderste enkelbeenderen vergroeid tot een echte tarsometatarsus. Het derde middenvoetsbeen is het langst; het vierde wat langer dan het tweede. Het eerste middenvoetsbeen is aan de onderste zijkant van het tweede bevestigd en naar het midden gericht zodat een hallux gedragen kan worden, een korte grijpende eerste teen. Er is een rudimentair vijfde middenvoetsbeen aanwezig met een derde van de lengte van de middenvoet. De derde teen is het langst; dan komt de vierde en de tweede. Het eerste kootje van deze teen is duidelijk langer dan de onderste falangen. De tweede teen kon iets hoger opgetrokken worden maar miste een echte sikkelklauw. De teenklauwen zijn matig groot maar vrij gekromd. De formule van de teenkootjes is 2-3-4-5-0.

### Verenkleed

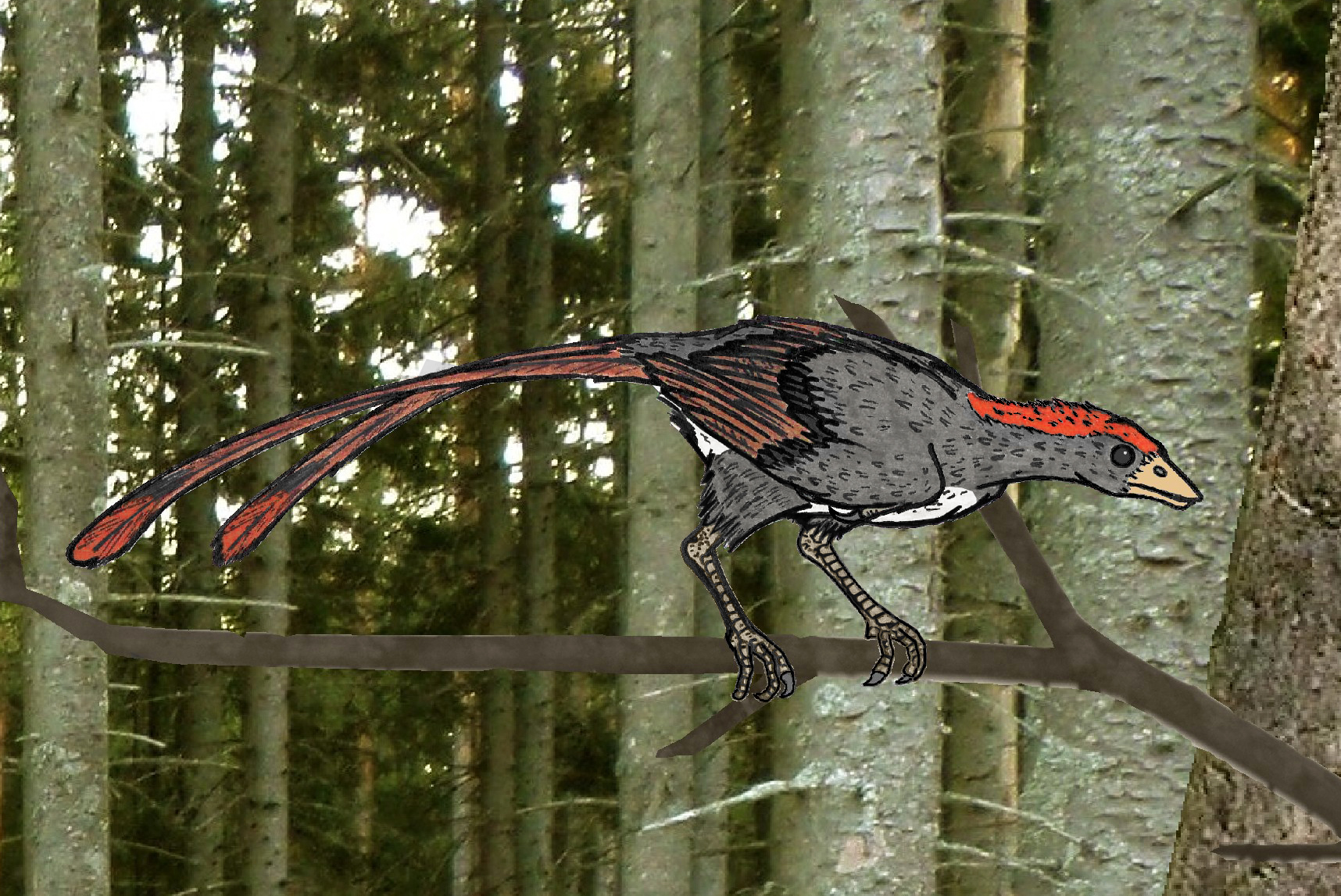
Een mogelijke kleurtekening; de middenvoet is bij deze restauratie wat te groot afgebeeld

Het verenkleed is grotendeels bekend. Het grootste deel van het lichaam wordt bedekt door contourveren; op sommige plekken zijn kleine donsveren geconstateerd. De kop draagt een soort kuif en verder veren tot aan de snavel. De nek wordt verborgen door een brede massa contourveren, zodat bij het levende dier de kop geleidelijk in de romp moet zijn lijken over te gaan. De vijf uiterste slagpennen van de vleugels zijn bijzonder lang en smal met ongeveer drieënhalfmaal de lengte van de hand. Bij sommige individuen, zoals specimen IVPP V13156, hebben ze een lengte van vijfentwintig centimeter, 60 procent langer dan het geheel van de armbeenderen. Ze zijn sterk asymmetrisch. De duim draagt geen alula, een of meerdere veren die als neusschoep kunnen dienen om de overtreksnelheid te verminderen zodat het dier veiliger kan landen.

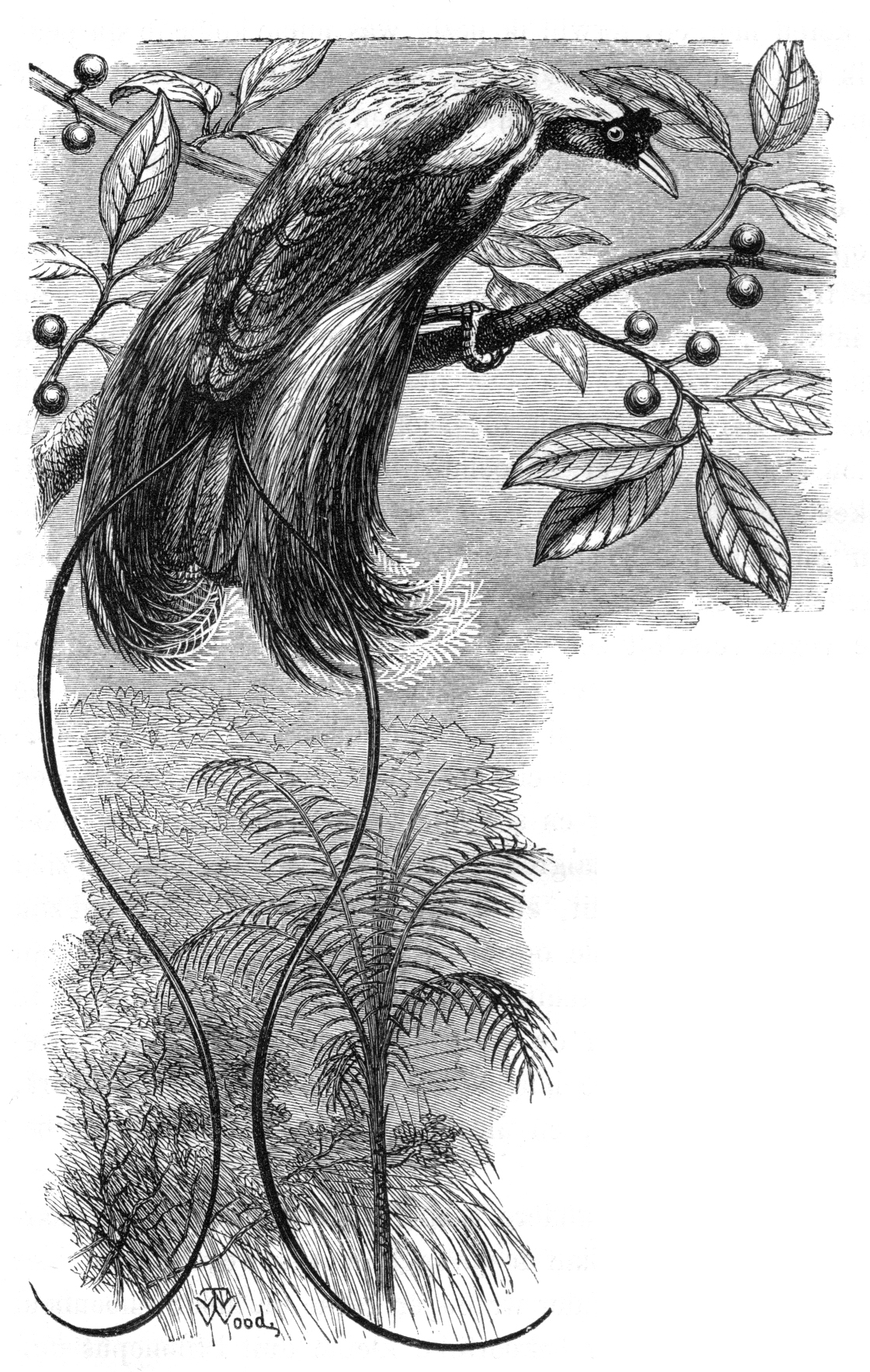
P. rubra heeft ook lintveren

De hand draagt in totaal ongeveer tien pennen, de remiges primarii. De onderarm zal van een even groot aantal voorzien zijn geweest; doordat bij de preparatie de veerbases meestal werden verwijderd en die ook vaak bedekt zijn door een rij vrij lange dekveren, is het precieze getal niet vaststelbaar. Onduidelijk is of er zich ook veren op de bovenarm bevinden.
De staartbasis is bevederd met een korte bos veren. Bij de pygostyle van de staart draagt bij sommige exemplaren iedere helft een enkele smalle, symmetrische, zeer lange en kaarsrechte staartveer die eindigt in een afgeronde verbreding. Deze veer is iets langer dan kop, nek en romp samen en vergroot de lengte van een typisch individu van vijfentwintig tot boven de vijftig centimeter. Op zijn rechte gedeelte is de veer ongeveer zes millimeter breed; zo'n zes centimeter voor het uiteinde begint hij wijder te worden om twee centimeter voor het einde weer te versmallen en een ronde achterrand te vormen. Opmerkelijk is dat het rechte stuk geen schacht of baarden kent maar een continue lintvormige strook vormt. Het uiteinde heeft wel baarden. Het is omstreden of bij exemplaren die de lange veren missen in plaats daarvan twee overeenkomende korte veren aanwezig zijn. Bepaalde moderne paradijsvogels zoals de rode paradijsvogel Paradisaea rubra hebben ook lintvormige staartveren maar die eindigen niet in een normaal uiteinde. Lintveren heeft ook de basale aviaal Epidexipteryx en een andere vogel uit het Krijt: Protopteryx. In 2012 concludeerde Jingmai O'Connor dat het rechte stuk in feite aan de schacht homoloog is en daarvan een extreem brede variant vormt.

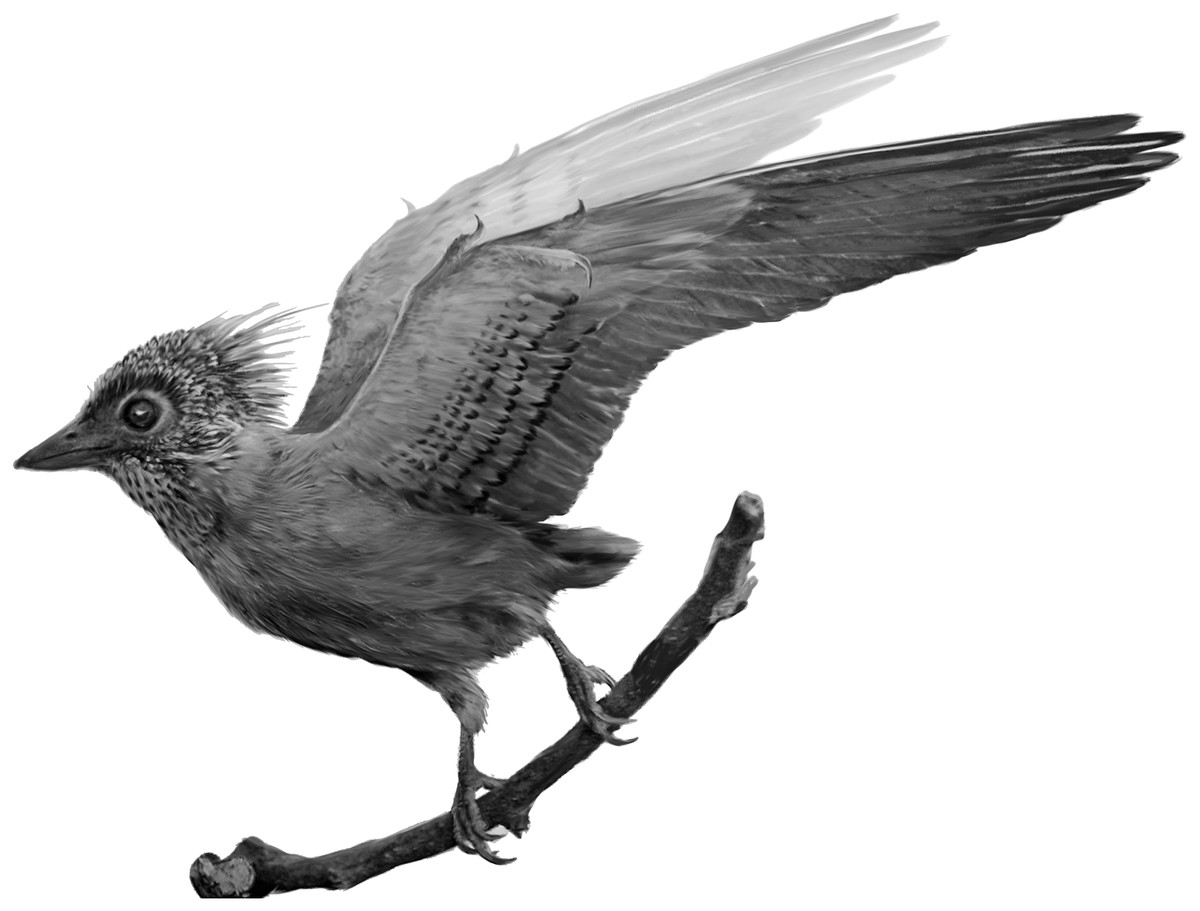
De reconstructie van het verenkleed uit 2018

In 2010 publiceerde Zhang Fucheng een studie waarin onthuld werd dat in de veerresten van specimen IVPP V13171 melanosomen zijn gevonden, organellen die pigment bevatten en het verenkleed zijn kleur gaven. Er bleken eumelanosomen aanwezig die een zwart tot donkerbruin pigment gedragen hebben en feomelanosomen die een meer roodbruine kleur gaven. De melanosomen leken geen speciaal patroon of tekening te tonen zodat geconcludeerd werd dat Confuciusornis zwart, grijs, wit en roodbruin gespikkeld was. Men trok een vergelijking met het kleed van de zebravink. Een dergelijke schutkleur wordt nog steeds door veel vogels toegepast. De vondst zegt verder niets over een mogelijke irisering die een groene, cyaan of blauwe tint veroorzaakt kan hebben. Daarbij is het mogelijk dat de kleurtekening seizoensgebonden was; moderne vogels hebben vaak alleen in het broedseizoen een prachtkleed. In 2011 werd vastgesteld door spectroscopie van sporenmetalen in de veerresten dat het zwarte kleurende pigment inderdaad eumelanine was. Het zou niet in de slagpennen aanwezig zijn geweest die wellicht wit waren. In 2018 werd een uitzonderlijk goed gepreserveerd exemplaar beschreven, CUGB P1401, dat toch een kleurtekening toonde. Op de hals en de onderkant van de vleugels waren zwarte stippen aanwezig. Die werden gevormd doordat de uiteinden van dekveren een smalle zwarte band hadden. Sommige veren hadden witte uiteinden als contrast. De kuif op de kop was lang en borstelachtig.

### Weke delen
Behalve de veren zijn soms ook kleine stukken huid bewaard gebleven; deze zijn onbeschubd met uitzondering van de middenvoet waarop zich kleine veelhoekige schubben bevinden. Schubben op de tenen zijn niet gevonden evenmin als zwemvliezen.

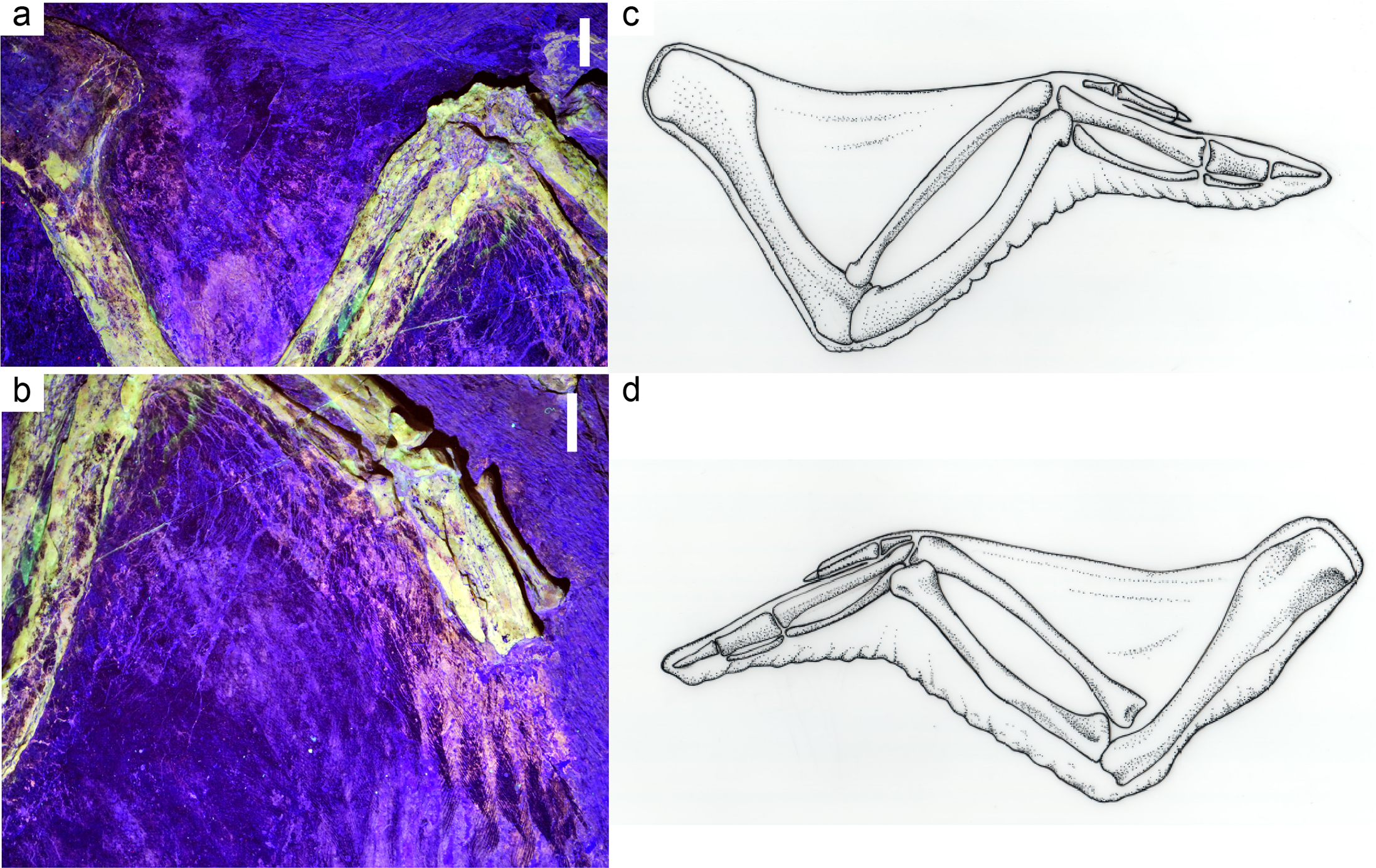
Foto's van de patagia

In 2016 vond een studie van de specimina IVPP V13168 en IVPP V13156 door middel van laserfluorescentie dat de vleugel een groot propatagium en postpatagium bezit, vergelijkbaar met moderne vogels. Het propatagium laat de duim vrij. De schubben op de middenvoet zijn bol in plaats van plaatvormig. De onderzijde van de middenvoet en de teenkootjes zijn bedekt met dikke en brede bindweefselkussens.
In 2020 meldde een studie dat onder 603 specimina er twee gevonden waren met een ramphotheca ofwel hoornsnavel. Die zou van de snavels van moderne vogels verschillen doordat de linkerhelft en rechterhelft gescheiden waren, zowel op de bovenkaken als onderkaken.
Een andere studie uit 2020 meldde de aanwezigheid van secundair kraakbeen op het vorkbeen, bij de articulatie met het ravenbeksbeen. Dat zou de eerset keer zijn dat dit bij een fossiele soort was waargenomen.

## Fylogenie
Hou plaatste Confuciusornis in 1995 in een Confuciusornithidae. Daarvan was hij op dat moment de enig bekende soort en de plaatsing zei dus niets over diens verwantschappen. De Chinese onderzoekers hadden in 1995 nog nooit zulk een basale vogel bestudeerd en ze tastten eerst in het duister wat betreft zijn plaats in de stamboom. Dat werd nog verergerd doordat ze advies aannamen van Martin en Feduccia, ornithologen die de moderne fylogenetische methode van de kladistiek afwezen, wat iedere exacte bepaling uitsloot. Hou plaatste Confuciusornis in 1995 in de Enantiornithes als het zustertaxon van Gobipteryx, bizar genoeg voornamelijk op grond van een aantal vermeende eigenschappen waarvan achteraf vastgesteld moest worden dat de meeste slechts bij een van beiden voorkwamen en sommige zelfs bij geen van beide. De echte overeenkomsten waren meestal niet homoloog (een tandeloze bek, een robuuste onderkaak) of een synapomorfie, gedeelde eigenschap, van veel ruimere groepen zoals het bezit van een langer ravenbeksbeen. In 1996 probeerde men het opnieuw met als conclusie dat Confuciusornis als zustertaxon van de Enantiornithes werd gezien binnen de Sauriurae. Hoewel dat een basalere positie was, had men de verwantschap nog steeds niet correct bepaald: de overeenkomsten die men aanvoerde — een pygostyle en zijdelings uitgeholde wervels — komen bij veel ruimere groepen ook voor. Pas Chiappe bepaalde een door exacte gegevens ondersteunde positie buiten de Ornithothoraces — die al door Ji Qiang verondersteld was in 2001 — en definieerde een overkoepelende Pygostylia waarvan Confuciusornis per definitie de meest basale soort is.
Een kladogram dat de tegenwoordig conventionele positie van Confuciusornis in de stamboom uitdrukt, is dan het volgende:
|  | Confuciusornis  |
|  |                 |
|  | Changchengornis |
|  |                 |

|  | Enantiornithes                            |
|  |                                           |
|  | Ornithuromorpha (waaronder de Neornithes) |
|  |                                           |

|  | Confuciusornis  |
|  |                 |
|  | Changchengornis |
|  |                 |

|  | Enantiornithes                            |
|  |                                           |
|  | Ornithuromorpha (waaronder de Neornithes) |
|  |                                           |

|  | Confuciusornis  |
|  |                 |
|  | Changchengornis |
|  |                 |

|  | Enantiornithes                            |
|  |                                           |
|  | Ornithuromorpha (waaronder de Neornithes) |
|  |                                           |

|  | Confuciusornis  |
|  |                 |
|  | Changchengornis |
|  |                 |

|  | Enantiornithes                            |
|  |                                           |
|  | Ornithuromorpha (waaronder de Neornithes) |
|  |                                           |

|  | Confuciusornis  |
|  |                 |
|  | Changchengornis |
|  |                 |

|  | Enantiornithes                            |
|  |                                           |
|  | Ornithuromorpha (waaronder de Neornithes) |
|  |                                           |

|  | Confuciusornis  |
|  |                 |
|  | Changchengornis |
|  |                 |

|  | Enantiornithes                            |
|  |                                           |
|  | Ornithuromorpha (waaronder de Neornithes) |
|  |                                           |

|  | Confuciusornis  |
|  |                 |
|  | Changchengornis |
|  |                 |

|  | Enantiornithes                            |
|  |                                           |
|  | Ornithuromorpha (waaronder de Neornithes) |
|  |                                           |

|  | Confuciusornis  |
|  |                 |
|  | Changchengornis |
|  |                 |

|  | Enantiornithes                            |
|  |                                           |
|  | Ornithuromorpha (waaronder de Neornithes) |
|  |                                           |

|  | Confuciusornis  |
|  |                 |
|  | Changchengornis |
|  |                 |

|  | Enantiornithes                            |
|  |                                           |
|  | Ornithuromorpha (waaronder de Neornithes) |
|  |                                           |

|  | Confuciusornis  |
|  |                 |
|  | Changchengornis |
|  |                 |

|  | Enantiornithes                            |
|  |                                           |
|  | Ornithuromorpha (waaronder de Neornithes) |
|  |                                           |

|  | Confuciusornis  |
|  |                 |
|  | Changchengornis |
|  |                 |

|  | Enantiornithes                            |
|  |                                           |
|  | Ornithuromorpha (waaronder de Neornithes) |
|  |                                           |

|  | Confuciusornis  |
|  |                 |
|  | Changchengornis |
|  |                 |

|  | Enantiornithes                            |
|  |                                           |
|  | Ornithuromorpha (waaronder de Neornithes) |
|  |                                           |

|  | Confuciusornis  |
|  |                 |
|  | Changchengornis |
|  |                 |

|  | Enantiornithes                            |
|  |                                           |
|  | Ornithuromorpha (waaronder de Neornithes) |
|  |                                           |

|  | Confuciusornis  |
|  |                 |
|  | Changchengornis |
|  |                 |

|  | Enantiornithes                            |
|  |                                           |
|  | Ornithuromorpha (waaronder de Neornithes) |
|  |                                           |

|  | Confuciusornis  |
|  |                 |
|  | Changchengornis |
|  |                 |

|  | Enantiornithes                            |
|  |                                           |
|  | Ornithuromorpha (waaronder de Neornithes) |
|  |                                           |

|  | Confuciusornis  |
|  |                 |
|  | Changchengornis |
|  |                 |

|  | Enantiornithes                            |
|  |                                           |
|  | Ornithuromorpha (waaronder de Neornithes) |
|  |                                           |

Een alternatief is de analyse van Gerald Mayr uit 2005, waar de Microraptorinae, Dromaeosauridae en Troodontidae nog tussen Confuciusornis (en wellicht de overige vogels) en Archaeopteryx ingeschoven zijn:
|  | Therizinosauroidea |
|  |                    |
|  | Oviraptorosauria   |
|  |                    |

|  | \| \| Confuciusornis \| \| \| \| \| \| Microraptor \| \| \| \| |
|  |                                                                |
|  | Dromaeosauridae                                                |
|  |                                                                |
|  | Confuciusornis                                                 |
|  |                                                                |
|  | Microraptor                                                    |
|  |                                                                |

|  | Confuciusornis |
|  |                |
|  | Microraptor    |
|  |                |

|  | \| \| Confuciusornis \| \| \| \| \| \| Microraptor \| \| \| \| |
|  |                                                                |
|  | Dromaeosauridae                                                |
|  |                                                                |
|  | Confuciusornis                                                 |
|  |                                                                |
|  | Microraptor                                                    |
|  |                                                                |

|  | Confuciusornis |
|  |                |
|  | Microraptor    |
|  |                |

|  | \| \| Confuciusornis \| \| \| \| \| \| Microraptor \| \| \| \| |
|  |                                                                |
|  | Dromaeosauridae                                                |
|  |                                                                |
|  | Confuciusornis                                                 |
|  |                                                                |
|  | Microraptor                                                    |
|  |                                                                |

|  | Confuciusornis |
|  |                |
|  | Microraptor    |
|  |                |

|  | \| \| Confuciusornis \| \| \| \| \| \| Microraptor \| \| \| \| |
|  |                                                                |
|  | Dromaeosauridae                                                |
|  |                                                                |
|  | Confuciusornis                                                 |
|  |                                                                |
|  | Microraptor                                                    |
|  |                                                                |

|  | Confuciusornis |
|  |                |
|  | Microraptor    |
|  |                |

|  | Therizinosauroidea |
|  |                    |
|  | Oviraptorosauria   |
|  |                    |

|  | \| \| Confuciusornis \| \| \| \| \| \| Microraptor \| \| \| \| |
|  |                                                                |
|  | Dromaeosauridae                                                |
|  |                                                                |
|  | Confuciusornis                                                 |
|  |                                                                |
|  | Microraptor                                                    |
|  |                                                                |

|  | Confuciusornis |
|  |                |
|  | Microraptor    |
|  |                |

|  | \| \| Confuciusornis \| \| \| \| \| \| Microraptor \| \| \| \| |
|  |                                                                |
|  | Dromaeosauridae                                                |
|  |                                                                |
|  | Confuciusornis                                                 |
|  |                                                                |
|  | Microraptor                                                    |
|  |                                                                |

|  | Confuciusornis |
|  |                |
|  | Microraptor    |
|  |                |

|  | \| \| Confuciusornis \| \| \| \| \| \| Microraptor \| \| \| \| |
|  |                                                                |
|  | Dromaeosauridae                                                |
|  |                                                                |
|  | Confuciusornis                                                 |
|  |                                                                |
|  | Microraptor                                                    |
|  |                                                                |

|  | Confuciusornis |
|  |                |
|  | Microraptor    |
|  |                |

|  | \| \| Confuciusornis \| \| \| \| \| \| Microraptor \| \| \| \| |
|  |                                                                |
|  | Dromaeosauridae                                                |
|  |                                                                |
|  | Confuciusornis                                                 |
|  |                                                                |
|  | Microraptor                                                    |
|  |                                                                |

|  | Confuciusornis |
|  |                |
|  | Microraptor    |
|  |                |

|  | Therizinosauroidea |
|  |                    |
|  | Oviraptorosauria   |
|  |                    |

|  | \| \| Confuciusornis \| \| \| \| \| \| Microraptor \| \| \| \| |
|  |                                                                |
|  | Dromaeosauridae                                                |
|  |                                                                |
|  | Confuciusornis                                                 |
|  |                                                                |
|  | Microraptor                                                    |
|  |                                                                |

|  | Confuciusornis |
|  |                |
|  | Microraptor    |
|  |                |

|  | \| \| Confuciusornis \| \| \| \| \| \| Microraptor \| \| \| \| |
|  |                                                                |
|  | Dromaeosauridae                                                |
|  |                                                                |
|  | Confuciusornis                                                 |
|  |                                                                |
|  | Microraptor                                                    |
|  |                                                                |

|  | Confuciusornis |
|  |                |
|  | Microraptor    |
|  |                |

|  | \| \| Confuciusornis \| \| \| \| \| \| Microraptor \| \| \| \| |
|  |                                                                |
|  | Dromaeosauridae                                                |
|  |                                                                |
|  | Confuciusornis                                                 |
|  |                                                                |
|  | Microraptor                                                    |
|  |                                                                |

|  | Confuciusornis |
|  |                |
|  | Microraptor    |
|  |                |

|  | \| \| Confuciusornis \| \| \| \| \| \| Microraptor \| \| \| \| |
|  |                                                                |
|  | Dromaeosauridae                                                |
|  |                                                                |
|  | Confuciusornis                                                 |
|  |                                                                |
|  | Microraptor                                                    |
|  |                                                                |

|  | Confuciusornis |
|  |                |
|  | Microraptor    |
|  |                |

|  | Therizinosauroidea |
|  |                    |
|  | Oviraptorosauria   |
|  |                    |

|  | \| \| Confuciusornis \| \| \| \| \| \| Microraptor \| \| \| \| |
|  |                                                                |
|  | Dromaeosauridae                                                |
|  |                                                                |
|  | Confuciusornis                                                 |
|  |                                                                |
|  | Microraptor                                                    |
|  |                                                                |

|  | Confuciusornis |
|  |                |
|  | Microraptor    |
|  |                |

|  | \| \| Confuciusornis \| \| \| \| \| \| Microraptor \| \| \| \| |
|  |                                                                |
|  | Dromaeosauridae                                                |
|  |                                                                |
|  | Confuciusornis                                                 |
|  |                                                                |
|  | Microraptor                                                    |
|  |                                                                |

|  | Confuciusornis |
|  |                |
|  | Microraptor    |
|  |                |

|  | \| \| Confuciusornis \| \| \| \| \| \| Microraptor \| \| \| \| |
|  |                                                                |
|  | Dromaeosauridae                                                |
|  |                                                                |
|  | Confuciusornis                                                 |
|  |                                                                |
|  | Microraptor                                                    |
|  |                                                                |

|  | Confuciusornis |
|  |                |
|  | Microraptor    |
|  |                |

|  | \| \| Confuciusornis \| \| \| \| \| \| Microraptor \| \| \| \| |
|  |                                                                |
|  | Dromaeosauridae                                                |
|  |                                                                |
|  | Confuciusornis                                                 |
|  |                                                                |
|  | Microraptor                                                    |
|  |                                                                |

|  | Confuciusornis |
|  |                |
|  | Microraptor    |
|  |                |

|  | Therizinosauroidea |
|  |                    |
|  | Oviraptorosauria   |
|  |                    |

|  | \| \| Confuciusornis \| \| \| \| \| \| Microraptor \| \| \| \| |
|  |                                                                |
|  | Dromaeosauridae                                                |
|  |                                                                |
|  | Confuciusornis                                                 |
|  |                                                                |
|  | Microraptor                                                    |
|  |                                                                |

|  | Confuciusornis |
|  |                |
|  | Microraptor    |
|  |                |

|  | \| \| Confuciusornis \| \| \| \| \| \| Microraptor \| \| \| \| |
|  |                                                                |
|  | Dromaeosauridae                                                |
|  |                                                                |
|  | Confuciusornis                                                 |
|  |                                                                |
|  | Microraptor                                                    |
|  |                                                                |

|  | Confuciusornis |
|  |                |
|  | Microraptor    |
|  |                |

|  | \| \| Confuciusornis \| \| \| \| \| \| Microraptor \| \| \| \| |
|  |                                                                |
|  | Dromaeosauridae                                                |
|  |                                                                |
|  | Confuciusornis                                                 |
|  |                                                                |
|  | Microraptor                                                    |
|  |                                                                |

|  | Confuciusornis |
|  |                |
|  | Microraptor    |
|  |                |

|  | \| \| Confuciusornis \| \| \| \| \| \| Microraptor \| \| \| \| |
|  |                                                                |
|  | Dromaeosauridae                                                |
|  |                                                                |
|  | Confuciusornis                                                 |
|  |                                                                |
|  | Microraptor                                                    |
|  |                                                                |

|  | Confuciusornis |
|  |                |
|  | Microraptor    |
|  |                |

|  | Therizinosauroidea |
|  |                    |
|  | Oviraptorosauria   |
|  |                    |

|  | \| \| Confuciusornis \| \| \| \| \| \| Microraptor \| \| \| \| |
|  |                                                                |
|  | Dromaeosauridae                                                |
|  |                                                                |
|  | Confuciusornis                                                 |
|  |                                                                |
|  | Microraptor                                                    |
|  |                                                                |

|  | Confuciusornis |
|  |                |
|  | Microraptor    |
|  |                |

|  | \| \| Confuciusornis \| \| \| \| \| \| Microraptor \| \| \| \| |
|  |                                                                |
|  | Dromaeosauridae                                                |
|  |                                                                |
|  | Confuciusornis                                                 |
|  |                                                                |
|  | Microraptor                                                    |
|  |                                                                |

|  | Confuciusornis |
|  |                |
|  | Microraptor    |
|  |                |

|  | \| \| Confuciusornis \| \| \| \| \| \| Microraptor \| \| \| \| |
|  |                                                                |
|  | Dromaeosauridae                                                |
|  |                                                                |
|  | Confuciusornis                                                 |
|  |                                                                |
|  | Microraptor                                                    |
|  |                                                                |

|  | Confuciusornis |
|  |                |
|  | Microraptor    |
|  |                |

|  | \| \| Confuciusornis \| \| \| \| \| \| Microraptor \| \| \| \| |
|  |                                                                |
|  | Dromaeosauridae                                                |
|  |                                                                |
|  | Confuciusornis                                                 |
|  |                                                                |
|  | Microraptor                                                    |
|  |                                                                |

|  | Confuciusornis |
|  |                |
|  | Microraptor    |
|  |                |

|  | Therizinosauroidea |
|  |                    |
|  | Oviraptorosauria   |
|  |                    |

|  | \| \| Confuciusornis \| \| \| \| \| \| Microraptor \| \| \| \| |
|  |                                                                |
|  | Dromaeosauridae                                                |
|  |                                                                |
|  | Confuciusornis                                                 |
|  |                                                                |
|  | Microraptor                                                    |
|  |                                                                |

|  | Confuciusornis |
|  |                |
|  | Microraptor    |
|  |                |

|  | \| \| Confuciusornis \| \| \| \| \| \| Microraptor \| \| \| \| |
|  |                                                                |
|  | Dromaeosauridae                                                |
|  |                                                                |
|  | Confuciusornis                                                 |
|  |                                                                |
|  | Microraptor                                                    |
|  |                                                                |

|  | Confuciusornis |
|  |                |
|  | Microraptor    |
|  |                |

|  | \| \| Confuciusornis \| \| \| \| \| \| Microraptor \| \| \| \| |
|  |                                                                |
|  | Dromaeosauridae                                                |
|  |                                                                |
|  | Confuciusornis                                                 |
|  |                                                                |
|  | Microraptor                                                    |
|  |                                                                |

|  | Confuciusornis |
|  |                |
|  | Microraptor    |
|  |                |

|  | \| \| Confuciusornis \| \| \| \| \| \| Microraptor \| \| \| \| |
|  |                                                                |
|  | Dromaeosauridae                                                |
|  |                                                                |
|  | Confuciusornis                                                 |
|  |                                                                |
|  | Microraptor                                                    |
|  |                                                                |

|  | Confuciusornis |
|  |                |
|  | Microraptor    |
|  |                |

|  | Therizinosauroidea |
|  |                    |
|  | Oviraptorosauria   |
|  |                    |

|  | \| \| Confuciusornis \| \| \| \| \| \| Microraptor \| \| \| \| |
|  |                                                                |
|  | Dromaeosauridae                                                |
|  |                                                                |
|  | Confuciusornis                                                 |
|  |                                                                |
|  | Microraptor                                                    |
|  |                                                                |

|  | Confuciusornis |
|  |                |
|  | Microraptor    |
|  |                |

|  | \| \| Confuciusornis \| \| \| \| \| \| Microraptor \| \| \| \| |
|  |                                                                |
|  | Dromaeosauridae                                                |
|  |                                                                |
|  | Confuciusornis                                                 |
|  |                                                                |
|  | Microraptor                                                    |
|  |                                                                |

|  | Confuciusornis |
|  |                |
|  | Microraptor    |
|  |                |

|  | \| \| Confuciusornis \| \| \| \| \| \| Microraptor \| \| \| \| |
|  |                                                                |
|  | Dromaeosauridae                                                |
|  |                                                                |
|  | Confuciusornis                                                 |
|  |                                                                |
|  | Microraptor                                                    |
|  |                                                                |

|  | Confuciusornis |
|  |                |
|  | Microraptor    |
|  |                |

|  | \| \| Confuciusornis \| \| \| \| \| \| Microraptor \| \| \| \| |
|  |                                                                |
|  | Dromaeosauridae                                                |
|  |                                                                |
|  | Confuciusornis                                                 |
|  |                                                                |
|  | Microraptor                                                    |
|  |                                                                |

|  | Confuciusornis |
|  |                |
|  | Microraptor    |
|  |                |

|  | Therizinosauroidea |
|  |                    |
|  | Oviraptorosauria   |
|  |                    |

|  | \| \| Confuciusornis \| \| \| \| \| \| Microraptor \| \| \| \| |
|  |                                                                |
|  | Dromaeosauridae                                                |
|  |                                                                |
|  | Confuciusornis                                                 |
|  |                                                                |
|  | Microraptor                                                    |
|  |                                                                |

|  | Confuciusornis |
|  |                |
|  | Microraptor    |
|  |                |

|  | \| \| Confuciusornis \| \| \| \| \| \| Microraptor \| \| \| \| |
|  |                                                                |
|  | Dromaeosauridae                                                |
|  |                                                                |
|  | Confuciusornis                                                 |
|  |                                                                |
|  | Microraptor                                                    |
|  |                                                                |

|  | Confuciusornis |
|  |                |
|  | Microraptor    |
|  |                |

|  | \| \| Confuciusornis \| \| \| \| \| \| Microraptor \| \| \| \| |
|  |                                                                |
|  | Dromaeosauridae                                                |
|  |                                                                |
|  | Confuciusornis                                                 |
|  |                                                                |
|  | Microraptor                                                    |
|  |                                                                |

|  | Confuciusornis |
|  |                |
|  | Microraptor    |
|  |                |

|  | \| \| Confuciusornis \| \| \| \| \| \| Microraptor \| \| \| \| |
|  |                                                                |
|  | Dromaeosauridae                                                |
|  |                                                                |
|  | Confuciusornis                                                 |
|  |                                                                |
|  | Microraptor                                                    |
|  |                                                                |

|  | Confuciusornis |
|  |                |
|  | Microraptor    |
|  |                |

|  | Therizinosauroidea |
|  |                    |
|  | Oviraptorosauria   |
|  |                    |

|  | \| \| Confuciusornis \| \| \| \| \| \| Microraptor \| \| \| \| |
|  |                                                                |
|  | Dromaeosauridae                                                |
|  |                                                                |
|  | Confuciusornis                                                 |
|  |                                                                |
|  | Microraptor                                                    |
|  |                                                                |

|  | Confuciusornis |
|  |                |
|  | Microraptor    |
|  |                |

|  | \| \| Confuciusornis \| \| \| \| \| \| Microraptor \| \| \| \| |
|  |                                                                |
|  | Dromaeosauridae                                                |
|  |                                                                |
|  | Confuciusornis                                                 |
|  |                                                                |
|  | Microraptor                                                    |
|  |                                                                |

|  | Confuciusornis |
|  |                |
|  | Microraptor    |
|  |                |

|  | \| \| Confuciusornis \| \| \| \| \| \| Microraptor \| \| \| \| |
|  |                                                                |
|  | Dromaeosauridae                                                |
|  |                                                                |
|  | Confuciusornis                                                 |
|  |                                                                |
|  | Microraptor                                                    |
|  |                                                                |

|  | Confuciusornis |
|  |                |
|  | Microraptor    |
|  |                |

|  | \| \| Confuciusornis \| \| \| \| \| \| Microraptor \| \| \| \| |
|  |                                                                |
|  | Dromaeosauridae                                                |
|  |                                                                |
|  | Confuciusornis                                                 |
|  |                                                                |
|  | Microraptor                                                    |
|  |                                                                |

|  | Confuciusornis |
|  |                |
|  | Microraptor    |
|  |                |

|  | Therizinosauroidea |
|  |                    |
|  | Oviraptorosauria   |
|  |                    |

|  | \| \| Confuciusornis \| \| \| \| \| \| Microraptor \| \| \| \| |
|  |                                                                |
|  | Dromaeosauridae                                                |
|  |                                                                |
|  | Confuciusornis                                                 |
|  |                                                                |
|  | Microraptor                                                    |
|  |                                                                |

|  | Confuciusornis |
|  |                |
|  | Microraptor    |
|  |                |

|  | \| \| Confuciusornis \| \| \| \| \| \| Microraptor \| \| \| \| |
|  |                                                                |
|  | Dromaeosauridae                                                |
|  |                                                                |
|  | Confuciusornis                                                 |
|  |                                                                |
|  | Microraptor                                                    |
|  |                                                                |

|  | Confuciusornis |
|  |                |
|  | Microraptor    |
|  |                |

|  | \| \| Confuciusornis \| \| \| \| \| \| Microraptor \| \| \| \| |
|  |                                                                |
|  | Dromaeosauridae                                                |
|  |                                                                |
|  | Confuciusornis                                                 |
|  |                                                                |
|  | Microraptor                                                    |
|  |                                                                |

|  | Confuciusornis |
|  |                |
|  | Microraptor    |
|  |                |

|  | \| \| Confuciusornis \| \| \| \| \| \| Microraptor \| \| \| \| |
|  |                                                                |
|  | Dromaeosauridae                                                |
|  |                                                                |
|  | Confuciusornis                                                 |
|  |                                                                |
|  | Microraptor                                                    |
|  |                                                                |

|  | Confuciusornis |
|  |                |
|  | Microraptor    |
|  |                |

|  | Therizinosauroidea |
|  |                    |
|  | Oviraptorosauria   |
|  |                    |

|  | \| \| Confuciusornis \| \| \| \| \| \| Microraptor \| \| \| \| |
|  |                                                                |
|  | Dromaeosauridae                                                |
|  |                                                                |
|  | Confuciusornis                                                 |
|  |                                                                |
|  | Microraptor                                                    |
|  |                                                                |

|  | Confuciusornis |
|  |                |
|  | Microraptor    |
|  |                |

|  | \| \| Confuciusornis \| \| \| \| \| \| Microraptor \| \| \| \| |
|  |                                                                |
|  | Dromaeosauridae                                                |
|  |                                                                |
|  | Confuciusornis                                                 |
|  |                                                                |
|  | Microraptor                                                    |
|  |                                                                |

|  | Confuciusornis |
|  |                |
|  | Microraptor    |
|  |                |

|  | \| \| Confuciusornis \| \| \| \| \| \| Microraptor \| \| \| \| |
|  |                                                                |
|  | Dromaeosauridae                                                |
|  |                                                                |
|  | Confuciusornis                                                 |
|  |                                                                |
|  | Microraptor                                                    |
|  |                                                                |

|  | Confuciusornis |
|  |                |
|  | Microraptor    |
|  |                |

|  | \| \| Confuciusornis \| \| \| \| \| \| Microraptor \| \| \| \| |
|  |                                                                |
|  | Dromaeosauridae                                                |
|  |                                                                |
|  | Confuciusornis                                                 |
|  |                                                                |
|  | Microraptor                                                    |
|  |                                                                |

|  | Confuciusornis |
|  |                |
|  | Microraptor    |
|  |                |

|  | Therizinosauroidea |
|  |                    |
|  | Oviraptorosauria   |
|  |                    |

|  | \| \| Confuciusornis \| \| \| \| \| \| Microraptor \| \| \| \| |
|  |                                                                |
|  | Dromaeosauridae                                                |
|  |                                                                |
|  | Confuciusornis                                                 |
|  |                                                                |
|  | Microraptor                                                    |
|  |                                                                |

|  | Confuciusornis |
|  |                |
|  | Microraptor    |
|  |                |

|  | \| \| Confuciusornis \| \| \| \| \| \| Microraptor \| \| \| \| |
|  |                                                                |
|  | Dromaeosauridae                                                |
|  |                                                                |
|  | Confuciusornis                                                 |
|  |                                                                |
|  | Microraptor                                                    |
|  |                                                                |

|  | Confuciusornis |
|  |                |
|  | Microraptor    |
|  |                |

|  | \| \| Confuciusornis \| \| \| \| \| \| Microraptor \| \| \| \| |
|  |                                                                |
|  | Dromaeosauridae                                                |
|  |                                                                |
|  | Confuciusornis                                                 |
|  |                                                                |
|  | Microraptor                                                    |
|  |                                                                |

|  | Confuciusornis |
|  |                |
|  | Microraptor    |
|  |                |

|  | \| \| Confuciusornis \| \| \| \| \| \| Microraptor \| \| \| \| |
|  |                                                                |
|  | Dromaeosauridae                                                |
|  |                                                                |
|  | Confuciusornis                                                 |
|  |                                                                |
|  | Microraptor                                                    |
|  |                                                                |

|  | Confuciusornis |
|  |                |
|  | Microraptor    |
|  |                |

|  | Therizinosauroidea |
|  |                    |
|  | Oviraptorosauria   |
|  |                    |

|  | \| \| Confuciusornis \| \| \| \| \| \| Microraptor \| \| \| \| |
|  |                                                                |
|  | Dromaeosauridae                                                |
|  |                                                                |
|  | Confuciusornis                                                 |
|  |                                                                |
|  | Microraptor                                                    |
|  |                                                                |

|  | Confuciusornis |
|  |                |
|  | Microraptor    |
|  |                |

|  | \| \| Confuciusornis \| \| \| \| \| \| Microraptor \| \| \| \| |
|  |                                                                |
|  | Dromaeosauridae                                                |
|  |                                                                |
|  | Confuciusornis                                                 |
|  |                                                                |
|  | Microraptor                                                    |
|  |                                                                |

|  | Confuciusornis |
|  |                |
|  | Microraptor    |
|  |                |

|  | \| \| Confuciusornis \| \| \| \| \| \| Microraptor \| \| \| \| |
|  |                                                                |
|  | Dromaeosauridae                                                |
|  |                                                                |
|  | Confuciusornis                                                 |
|  |                                                                |
|  | Microraptor                                                    |
|  |                                                                |

|  | Confuciusornis |
|  |                |
|  | Microraptor    |
|  |                |

|  | \| \| Confuciusornis \| \| \| \| \| \| Microraptor \| \| \| \| |
|  |                                                                |
|  | Dromaeosauridae                                                |
|  |                                                                |
|  | Confuciusornis                                                 |
|  |                                                                |
|  | Microraptor                                                    |
|  |                                                                |

|  | Confuciusornis |
|  |                |
|  | Microraptor    |
|  |                |

|  | Therizinosauroidea |
|  |                    |
|  | Oviraptorosauria   |
|  |                    |

|  | \| \| Confuciusornis \| \| \| \| \| \| Microraptor \| \| \| \| |
|  |                                                                |
|  | Dromaeosauridae                                                |
|  |                                                                |
|  | Confuciusornis                                                 |
|  |                                                                |
|  | Microraptor                                                    |
|  |                                                                |

|  | Confuciusornis |
|  |                |
|  | Microraptor    |
|  |                |

|  | \| \| Confuciusornis \| \| \| \| \| \| Microraptor \| \| \| \| |
|  |                                                                |
|  | Dromaeosauridae                                                |
|  |                                                                |
|  | Confuciusornis                                                 |
|  |                                                                |
|  | Microraptor                                                    |
|  |                                                                |

|  | Confuciusornis |
|  |                |
|  | Microraptor    |
|  |                |

|  | \| \| Confuciusornis \| \| \| \| \| \| Microraptor \| \| \| \| |
|  |                                                                |
|  | Dromaeosauridae                                                |
|  |                                                                |
|  | Confuciusornis                                                 |
|  |                                                                |
|  | Microraptor                                                    |
|  |                                                                |

|  | Confuciusornis |
|  |                |
|  | Microraptor    |
|  |                |

|  | \| \| Confuciusornis \| \| \| \| \| \| Microraptor \| \| \| \| |
|  |                                                                |
|  | Dromaeosauridae                                                |
|  |                                                                |
|  | Confuciusornis                                                 |
|  |                                                                |
|  | Microraptor                                                    |
|  |                                                                |

|  | Confuciusornis |
|  |                |
|  | Microraptor    |
|  |                |

|  | Therizinosauroidea |
|  |                    |
|  | Oviraptorosauria   |
|  |                    |

|  | \| \| Confuciusornis \| \| \| \| \| \| Microraptor \| \| \| \| |
|  |                                                                |
|  | Dromaeosauridae                                                |
|  |                                                                |
|  | Confuciusornis                                                 |
|  |                                                                |
|  | Microraptor                                                    |
|  |                                                                |

|  | Confuciusornis |
|  |                |
|  | Microraptor    |
|  |                |

|  | \| \| Confuciusornis \| \| \| \| \| \| Microraptor \| \| \| \| |
|  |                                                                |
|  | Dromaeosauridae                                                |
|  |                                                                |
|  | Confuciusornis                                                 |
|  |                                                                |
|  | Microraptor                                                    |
|  |                                                                |

|  | Confuciusornis |
|  |                |
|  | Microraptor    |
|  |                |

|  | \| \| Confuciusornis \| \| \| \| \| \| Microraptor \| \| \| \| |
|  |                                                                |
|  | Dromaeosauridae                                                |
|  |                                                                |
|  | Confuciusornis                                                 |
|  |                                                                |
|  | Microraptor                                                    |
|  |                                                                |

|  | Confuciusornis |
|  |                |
|  | Microraptor    |
|  |                |

|  | \| \| Confuciusornis \| \| \| \| \| \| Microraptor \| \| \| \| |
|  |                                                                |
|  | Dromaeosauridae                                                |
|  |                                                                |
|  | Confuciusornis                                                 |
|  |                                                                |
|  | Microraptor                                                    |
|  |                                                                |

|  | Confuciusornis |
|  |                |
|  | Microraptor    |
|  |                |

Een mogelijk zeer basale positie van Confuciusornis was in 1996 en 1998 al gesuggereerd door Peters, voornamelijk op grond van het gesloten postorbitale.
Confuciusornis heeft ondertussen in de Confuciusornithidae gezelschap gekregen van twee nauwe verwanten: Changchengornis en Eoconfuciusornis.

## Levenswijze

### Leefgebied
Het leefgebied van Confuciusornis bestond uit een vrij open bebost landschap waarin zich vele meren bevonden. De bossen werden voornamelijk gevormd door naaldbomen. Het klimaat was relatief warm met een duidelijk nat en droog seizoen. In het gebied kwamen vele andere soorten vliegende gewervelden voor: een groot aantal pterosauriërs maar ook verwante Theropoda. Sommige van die laatste waren zeer basaal en stonden zelfs buiten de vogels, zoals de dromaeosauriden Microraptor en Cryptovolans. Deze soorten hadden ten dele een meer oorspronkelijke bouw en waren wellicht slechts in staat tot een glijdende vlucht. Andere waren basalere vogels met een lange benige staart zoals Jeholornis. Hoewel deze vormen 'primitiever' gebouwd waren dan Confuciusornis, zou het onjuist zijn ze slechts als een snel tot uitsterven gedoemde overgangsfase in de evolutie te zien want gelijkvormige soorten bestonden toen al zo'n dertig miljoen jaar en ze zouden het nog vele tientallen miljoenen jaren uithouden tot het eind van het Krijt. In wezen was Confuciusornis in zijn habitat zelf ook een ouderwetse levensvorm want hij deelde die met veel modernere vogels die wel een alula, gekield borstbeen en snelle vleugelopslag bezaten. Toch leverden deze verbeteringen hun geen enorm concurrentievoordeel op want de overlevingsstrategie van Confuciusornis was kennelijk zeer succesvol. Terwijl de beroemde Solnhofener kalksteen in twee eeuwen van onafgebroken winning net tien fossielen van Archaeopteryx voortbracht, konden Chinese boeren in 1998 aan Chiappe een plek laten zien waar ze op tien meter in het vierkant veertig exemplaren van Confuciusornis opdolven. De tufsteenlagen bestaan uit as die in de loop van honderdduizenden jaren tijdens opeenvolgende vulkaanexplosies werd afgezet. De dichte concentratie aan fossielen, waarbij individuen vaak vlak naast elkaar liggen, heeft het vermoeden opgeroepen dat hele vluchten vogels in één keer door giftige of hete gaswolken uit de lucht geslagen moeten zijn. Confuciusornis zou dan een kolonievogel zijn geweest. Wat precies zijn niche was dat het de soort in staat stelde in grote groepen te leven, is echter nog raadselachtig.

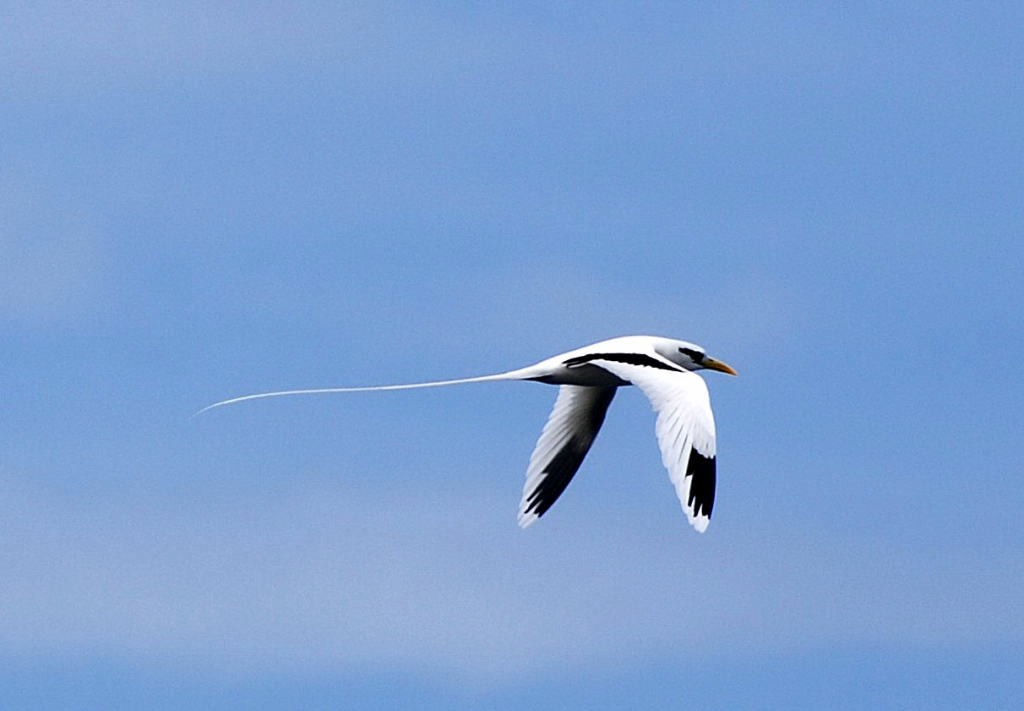
Phaethon lepturus

Vaak is geopperd dat Confuciusornis een zaadeter was. Daarop zou de relatief versterkte schedel wijzen, in combinatie met de krachtige snavel en zware onderkaken. Andrej Zinowjew wees er in 2009 op dat de snavel niet erg hard kan zijn geweest want hij is niet gefossiliseerd terwijl de hoornschachten van de klauwen wel bewaard zijn gebleven. Daarbij zijn geen gastrolieten gevonden, maagstenen om de harde zaden te vermalen, en zijn ook de hypothetische zaden zelf nooit gevonden hoewel die bij zaadetende soorten uit de Yixianformatie wel gefossiliseerd zijn. Hij veronderstelde dat de bek voorzien was van vele sensoren om een prooi te vinden onder het wateroppervlak. Wegens het ontbreken van zwempoten zou die al vliegend gevangen zijn. Andrzej Elzanowski had in 2002 al geconcludeerd dat Confuciusornis een roofdier was. Professor Dieter Stefan Peters heeft een vergelijking getrokken met een moderne viseter, de witstaartkeerkringvogel Phaethon lepturus, waarvan bouw en levenswijze — vaak dicht bij vulkanen — in zekere mate een beeld zouden geven van hoe Confuciusornis eruitzag en leefde. Volgens hem kon Confuciusornis wegens de te korte poten weliswaar niet waden maar vermoedelijk wel zwemmen waarbij de iets opgerichte snavel als bij een eend heen en weer bewogen werd op zoek naar een prooi. De lange veren werden dan boven het water geheven. In 2018 stelden Elzanowski en Peters dat de verstevigingen in de achterste schedel wezen op een levenswijze waarin prooien met een plotse uithaal van de kop gegrepen werden.
Het enige concrete bewijs wat Confuciusornis at, bestaat uit een braakbal met een doorsnede van zes millimeter gevonden in de onderste keel van een specimen, IVPP V13313, met daarin de wervels en ribben van een visje, Jinanichthys. Het betreft hier echter het specimen uit de ongeveer vijf miljoen jaar jongere Jiufotanglagen zodat het onzeker is of het wel om C. sanctus gaat en, zo ja, of het dieet zich ondertussen niet gewijzigd had.
Een studie uit 2020 concludeerde dat de snavel vrij zwak bevestigd was. Dat zou duiden op het eten van tamelijk zacht voedsel.
Een studie uit 2011 door Lars Schmitz naar de scleraalringen in de ogen concludeerde dat Confuciusornis voornamelijk een overdag actieve vogel was.

### Voortbeweging

#### Lopen en klimmen

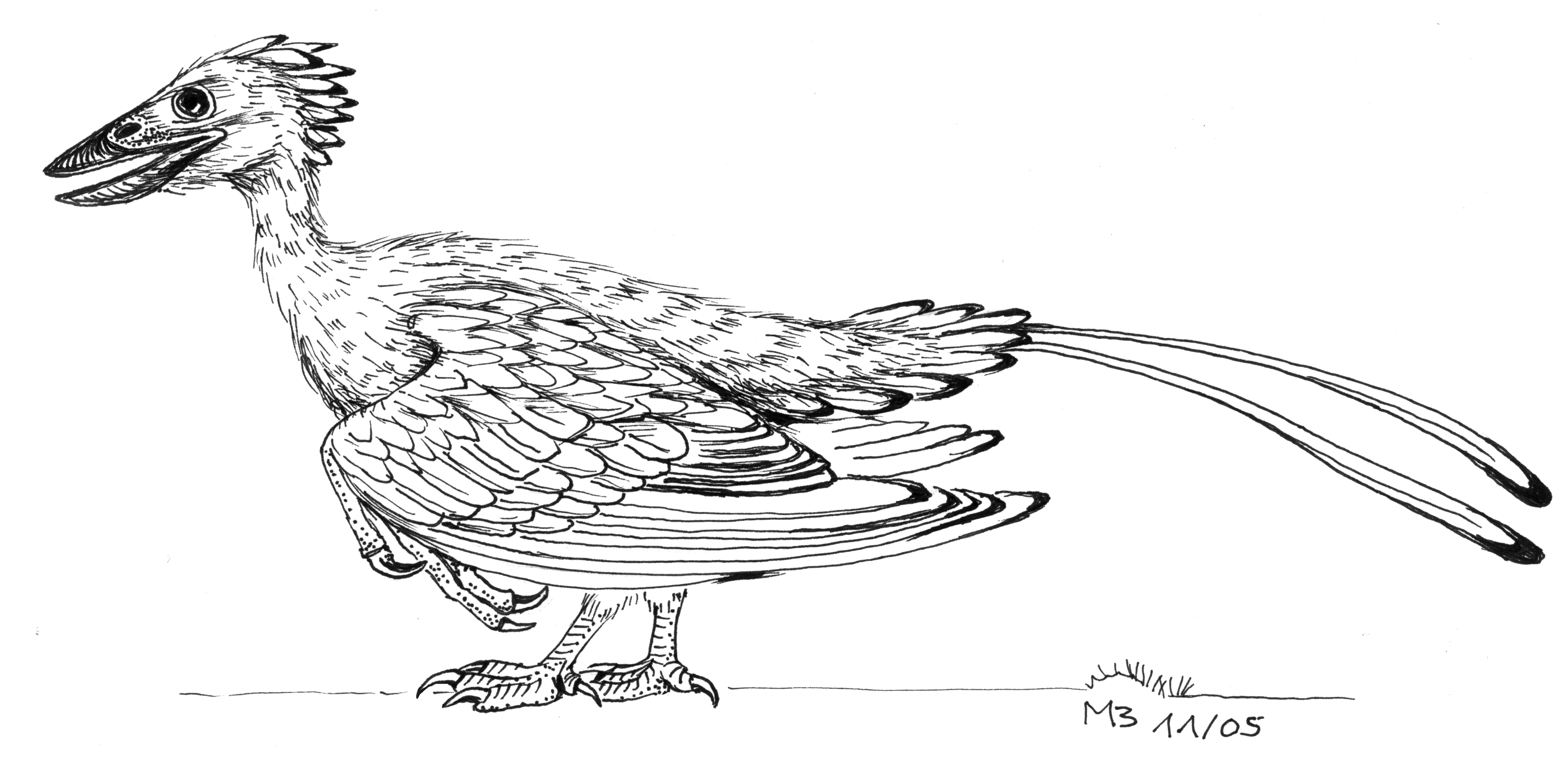
Chiappes grondbewonende Confuciusornis

Confuciusornis had vrij korte achterpoten; vooral de voet was kort en het onderbeen en de voet samen waren relatief kort ten opzichte van het dijbeen, wat duidt op een lage loopsnelheid. Daarentegen was de arm zeer krachtig gebouwd en uitgerust met een enorme sterk gekromde duimklauw die naar binnen gericht was. De voetklauwen, hoewel kleiner, waren ook vrij krom. Hou leidde hieruit af dat Confuciusornis een boombewoner was. De teenklauwen en de naar achter gerichte teen zouden gebruikt zijn om stevig op een tak te zitten. Omdat Confuciusornis vermoedelijk niet goed in staat was steil op te stijgen, zou hij de duimklauw gebruikt hebben om in de stammen van bomen te klimmen. Martin reconstrueerde zo het skelet van Confuciusornis in een "eekhoornhouding", zoals hij ook al voor Archaeopteryx gedaan had. In die houding zou de romp bijna verticaal gehouden zijn.
Chiappe heeft deze hypothese verworpen. Hij ontkent niet dat het dier wel een op een tak zat maar ziet hem, ondanks de korte poten en de kwetsbare staartveren, allereerst als een grondbewoner. Daarop zou ook de korte hallux wijzen die niet in staat was een tak echt te omklemmen. Het lange eerste kootje van de derde teen bemoeilijkt dat ook; bij echte boomvogels is het eerste kootje juist het kortst om de teen beter te kunnen buigen. Klimmen zou in ieder geval overbodig zijn geweest omdat de soort redelijk zou hebben kunnen vliegen en wat hogere bosschages in een iets geleidelijker vlucht alsnog bereikt hadden kunnen worden. Chiappe beklemtoonde sterk dat door de verkorting van de staart de voortbewegingsfunctie daarvan als basis voor de retractorspieren die de dijbeenderen aandreven, vervangen werd door een aerodynamische functie. De aandrijvingsfunctie werd overgenomen door een steviger bekken met zeven sacrale wervels — dat overigens ook van pas kon komen voor een krachtiger sprong om van de grond af het luchtruim te kiezen. De splitsing van functies paste volgens hem binnen een evolutionaire trend bij grondbewonende bevederde dinosauriërs om de modules van het lopen en vliegen te scheiden zodat een goed loopvermogen een belangrijke stap was op weg naar een vliegende levenswijze. Chiappe is aldus een aanhanger van de zogenaamde 'van de grond omhoog'-hypothese als verklaring voor het ontstaan van de vogelvlucht en de eigenschappen van Confuciusornis werden zo binnen dit model gebracht. Ook Peters verwierp de gedachte dat Confuciusornis een klimmende soort was, voornamelijk omdat dan de lange vleugels flink in de weg hadden gezeten: als de duimklauw naar binnen gericht werd om in de bast van een boomstam geslagen te worden, zou dat de andere vingers gestrekt hebben wat de slagpennen vooruit had doen steken. Wel zou volgens hem de torso iets schuin gehouden zijn om de korte staart te compenseren die niet meer in staat was het lichaam in een volledig horizontale houding nog in evenwicht te brengen; daartoe zouden ook de lange slagpennen mede gediend kunnen hebben.
Daniel Hembree meende in 1999 dat Confuciusornis wel in bomen klom maar dat de romp niet verticaler gehouden werd dan 25°; meer zou de vorm van het bekken niet toestaan.
Zinowjew stelde in 2009 dat Confuciusornis met zijn korte poten en kromme teenklauwen de grond zo veel mogelijk vermeed. De positie van de antitrochanter die het drukpunt in het heupgericht versterkte zou bewijzen dat het dijbeen bijna horizontaal gehouden werd, net als bij moderne vogels. Dat was lastig om mee te rennen maar bewees dat ook de 'eekhoornhouding' onmogelijk was. De soort was volgens hem dus geen zuivere klimmer maar zou zich in het struweel van tak tot tak hebben voortbewogen waarbij de handklauwen, vooral de enorme duimklauw, het gebrek aan een lange eerste teen zouden hebben gecompenseerd.
De studie uit 2016 stelde dat de combinatie van kromme voetklauwen en afgeronde voetschubben wees op een leven in de bomen.

#### Vermogen tot vliegen

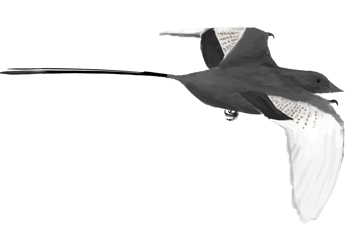
Confuciusornis wordt meestal als een actief vliegende soort gezien

Confuciusornis is meestal gezien als een soort die tot een actieve klappende vlucht in staat is. De meerderheid van onderzoekers neemt dat immers ook voor Archaeopteryx aan en Confuciusornis toont verdere aanpassingen aan een vliegende levenswijze die aan de ene kant lastig te verklaren zijn als het dier al niet had kunnen vliegen en aan de andere kant zijn vermogen daartoe belangrijk verbeterd moeten hebben. Het brede borstbeen kon als aanhechting dienen voor krachtige vliegspieren en daarop is ook al het begin van een kiel bespeurbaar. Het ravenbeksbeen is verlengd. De handwortel is verstijfd. De sterke reductie van de staartwervels en de vorming van een pygostyle die Confuciusornis misschien als meest basale vogel toont, worden algemeen als sleutelaanpassingen op weg naar de moderne vogelvlucht gezien. De duidelijkste aanwijzingen bevinden zich in de arm. De grootte daarvan, de enorme deltopectorale kam en de versterkingen in de ellepijp en de dragende tweede vinger zouden allemaal overbodig zijn geweest als het dier slechts uit de bomen omlaag gleed. Ook de extreme verlenging van de slagpennen aan een op zich al lange hand levert een vleugelslankheid op die maar door weinig moderne soorten geëvenaard wordt en die inefficiënt en hinderlijk zou zijn geweest voor een simpele glijvlucht tussen de bomen. Die slagpennen waren ook nog eens sterk asymmetrisch met een voorste vaanhelft die veel smaller was om te voorkomen dat de veer omklapte bij hoge vliegsnelheden — hoger dan bij het glijden bereikt kan worden. De vleugelbelasting was laag. Direct bewijs voor een goede luchtvaardigheid levert de vindplaats op: de dieren zijn geconserveerd doordat ze boven een meer uit de lucht zijn gevallen; als ze erheen zouden zijn gespoeld waren de skeletten meer vergaan of aangevreten geweest. De concentratie is een verdere indicatie: glijdende dieren kunnen geen vluchten vormen. De studie uit 2016 stelde dat het bezit van een propatagium, een huidflap tussen de vleugel en de nek, het liftvermogen sterk zou hebben vergroot.

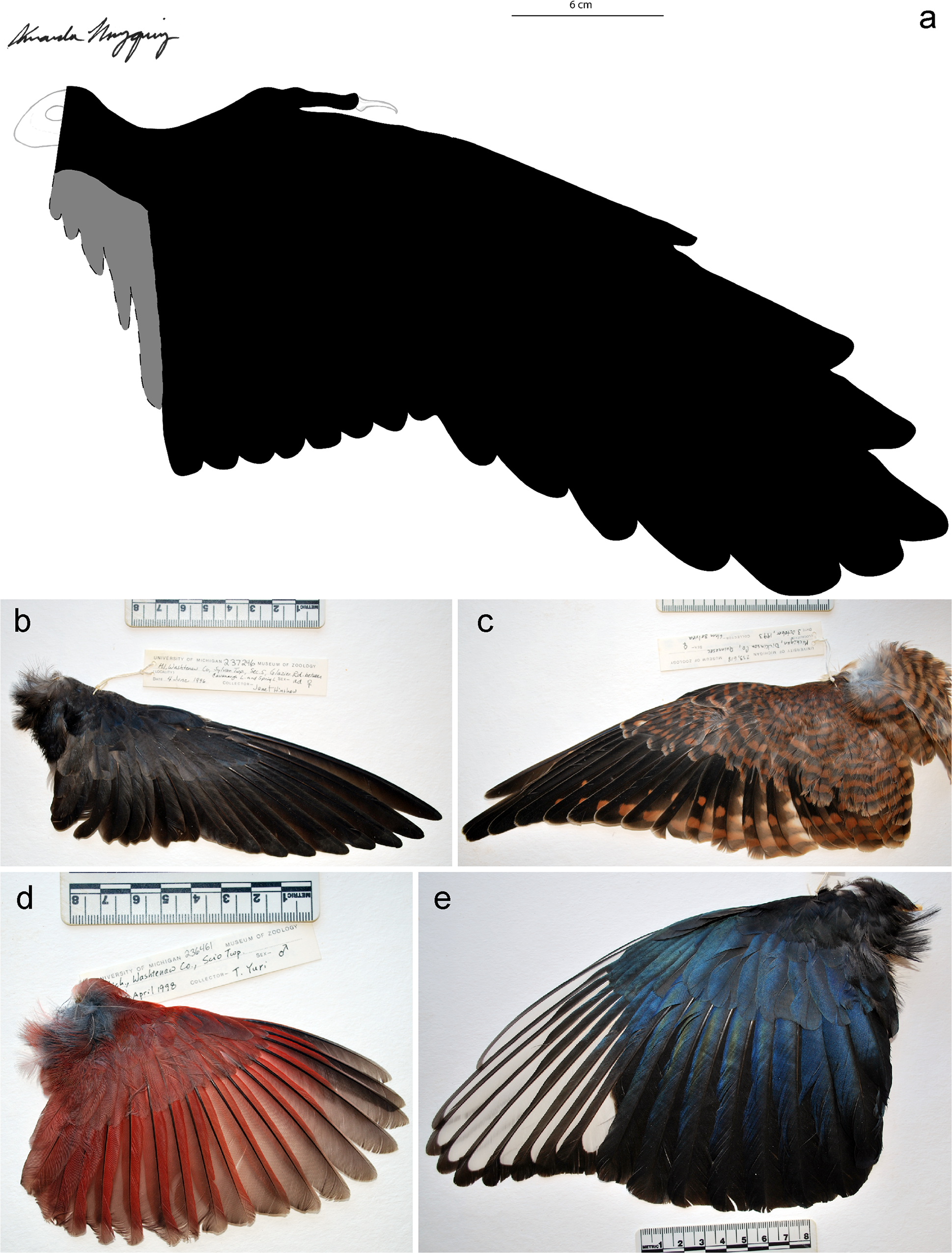
Het vleugelprofiel van Confuciusornis vergeleken met dat van moderne vogels

Toch was het van begin af aan duidelijk dat Confuciusornis geen heel goede vlieger kon zijn geweest. Om te beginnen is er geen echt acrocoracoïde, een uitsteeksel op het ravenbeksbeen waarover een pees geslagen is waardoor de borstspieren de arm kunnen heffen; de typische diepe kiel op het borstbeen voor die spieren ontbreekt dan ook — alleen Peters meent dat er al een primitieve voorloper van dit mechanisme aanwezig was. Dat betekent dat een krachtige en snelle opslag, de enige manier om vrij steil op te stijgen, niet mogelijk was. Die opslag werd verder beperkt door de positie en vorm van het schoudergewricht: dat is zijdelings gekeerd in plaats van naar boven zodat zeer grote vleugeluitslagen onmogelijk worden. Confuciusornis had dus in een vrij vlakke baan het luchtruim moeten kiezen waarbij hij door zijn nogal korte poten ook geen heel snelle aanloop had kunnen nemen. Dit overwegend hebben veel onderzoekers het aannemelijk gevonden dat de duimklauw inderdaad diende om bomen te beklimmen.

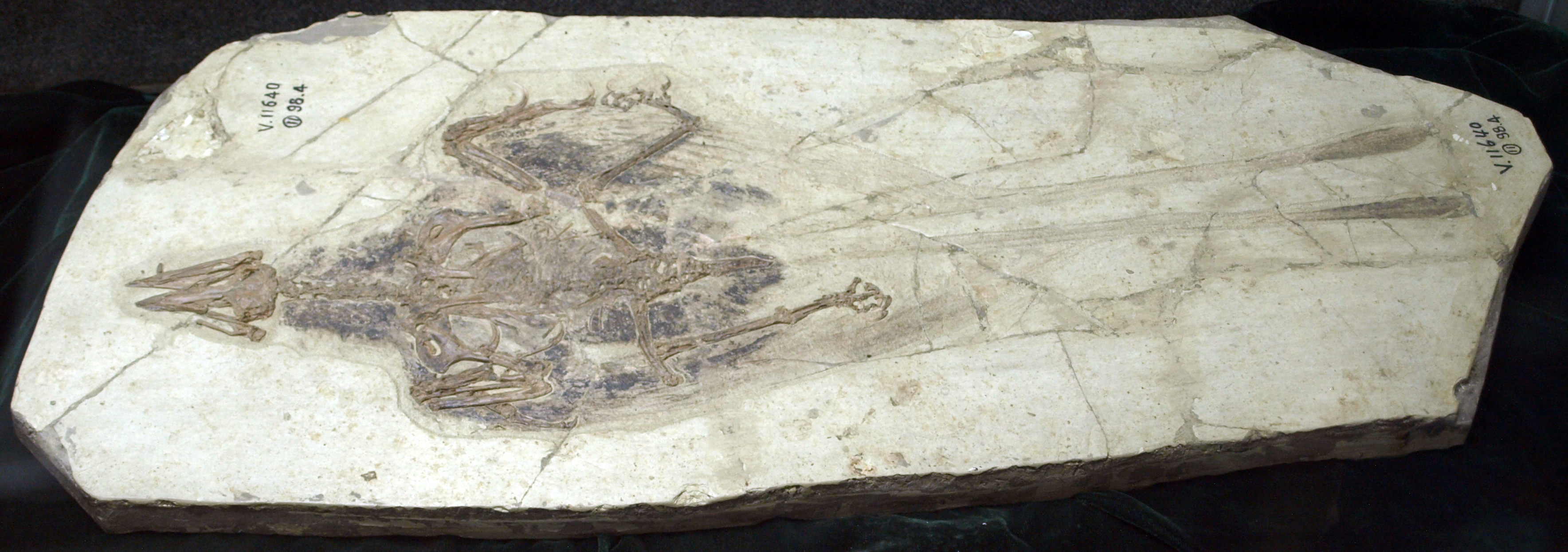
De lange staart was maar van beperkt aerodynamisch nut

Een andere beperking ligt in de vorm van de staart. Bij moderne vogels is de staartwaaier uiterst nuttig: hij kan naar keuze een sterke opwaartse of neergaande kracht veroorzaken en vermindert de turbulentie zodat de luchtweerstand beperkt wordt of dient juist als luchtrem. Het toefje veren aan de staartbasis van Confuciusornis zal in al deze functies slechts een beperkte uitwerking hebben gehad. De twee lange staartveren waren zelfs te smal om enig belangrijk aerodynamisch effect te hebben, het zij dan dat ze de luchtweerstand vergrootten waarvan het gunstige aspect was dat het een zekere richtingsstabiliteit opleverde.
Twee recente studies hebben gesteld dat Confuciusornis niet zozeer een slechte vlieger was maar helemaal niet in staat was actief te vliegen. Philip Senter stond in 2006 een duidelijke tweedeling voor in dinosauriërs met een schoudergewricht naar beneden gericht en moderne soorten waarvan de bovenarm vrijwel verticaal gehouden kon worden. Aangezien Confuciusornis niet in de laatste categorie viel, moest het volgens hem een soort zijn die de vleugel niet boven rughoogte kon heffen en dus ook niet het vermogen had tot een klappende vlucht. Deze strenge dichotomie is sindsdien echter zelden toegepast; met zijn langere ravenbeksbeen dat het schoudergewricht omhoog bracht en vrij gedrongen vorkbeen dat de schouderbladen hoger op de borstkas tilde, was Confuciusornis een tussenvorm met zijdelings gerichte gewrichtsvlakken die toestonden dat de vleugel minstens de minimale 25° heffing haalde die nodig is om bij de neergaande slag de luchtstroom over de vleugel op gang te brengen die de opwaartse kracht opwekt.
In 2010 publiceerden Robert Nudds en Gareth Dyke een studie met als uitkomst dat de slagpennen van Confuciusornis op het einde van de vleugel een te zwakke en te dunne as zouden hebben gehad om zonder door te buigen een klappende vlucht te ondersteunen. Alleen massieve in plaats van de normale holle veerschachten zouden de nodige stevigheid hebben kunnen verschaffen maar dat zou het gewicht weer te veel omhoog gebracht hebben. Hoogstens een glijvlucht zou dus tot de mogelijkheden behoord hebben en waarschijnlijk zou het dier alleen hebben kunnen parachuteren: zijn val afremmen als het uit de boom viel. De studie is niet gunstig ontvangen. Chinese onderzoekers onder leiding van Xu Xing gaven aan dat hun eigen metingen aan de best geconserveerde exemplaren een schachtdikte toonden van 2,1 tot 2,3 millimeter, bijna het dubbele van die 1,2 millimeter welke Nudds & Dyke aangaf, zij het nog steeds minder dan bij een moderne vogel van vergelijkbaar gewicht. Dat laatste aspect kreeg een kritische analyse van Gregory S. Paul die stelde dat een exemplaar met een dijbeenlengte van 47 millimeter, zoals door Nudds & Dyke bestudeerd was, nooit de halve kilogram zou hebben kunnen wegen die zij geschat hadden maar vermoedelijk ongeveer honderdtachtig gram. Nudds en Dyke gaven als antwoord op de kritiek dat zelfs een gewicht dat driemaal lager lag nog geen veilige klappende vlucht gegarandeerd zou hebben maar dat een dubbele schachtdikte alleen al daarvoor voldoende zou zijn geweest; ze sloten echter niet uit dat het Chinese materiaal twee soorten vertegenwoordigde met twee verschillende dikten. De studie uit 2016 vond robuuste schachten met een doorsnede tot boven de anderhalve millimeter.
In 2011 stelde Dyke dat Confuciusornis gezien zijn extreme vleugellengte veroorzaakt door de lange slagpennen, zowel een breuk vertegenwoordigde met basale vogels zoals Archaeopteryx die een veel bredere vleugel hadden, als een heel eigen richting was ingeslagen met een unieke vorm van vliegen die afwijkt van die van enige moderne vogel. Ook volgens Peters had Confuciusornis unieke aanpassingen: de derde vinger zou bevederd zijn geweest en onder de vleugel als een vleugelklep gediend hebben. Overigens zou het dier, hoewel zeker tot vliegen in staat, voornamelijk een gespecialiseerde zwever geweest zijn.
In 2023 concludeerde een studie door Chiappe op basis van een uitzonderlijk gaaf exemplaar, specimen NHMW 1997z0112/0001, dat Confuciusornis tot lange vluchten in staat moet zijn geweest als een fase met klappende vlucht maar onderbroken werd door langere glijvluchten. Door de vrij lange vleugelpennen zou Confuciusornis daartoe goed in staat zijn geweest, meer dan typische moderne bosvogels.

### Voortplanting

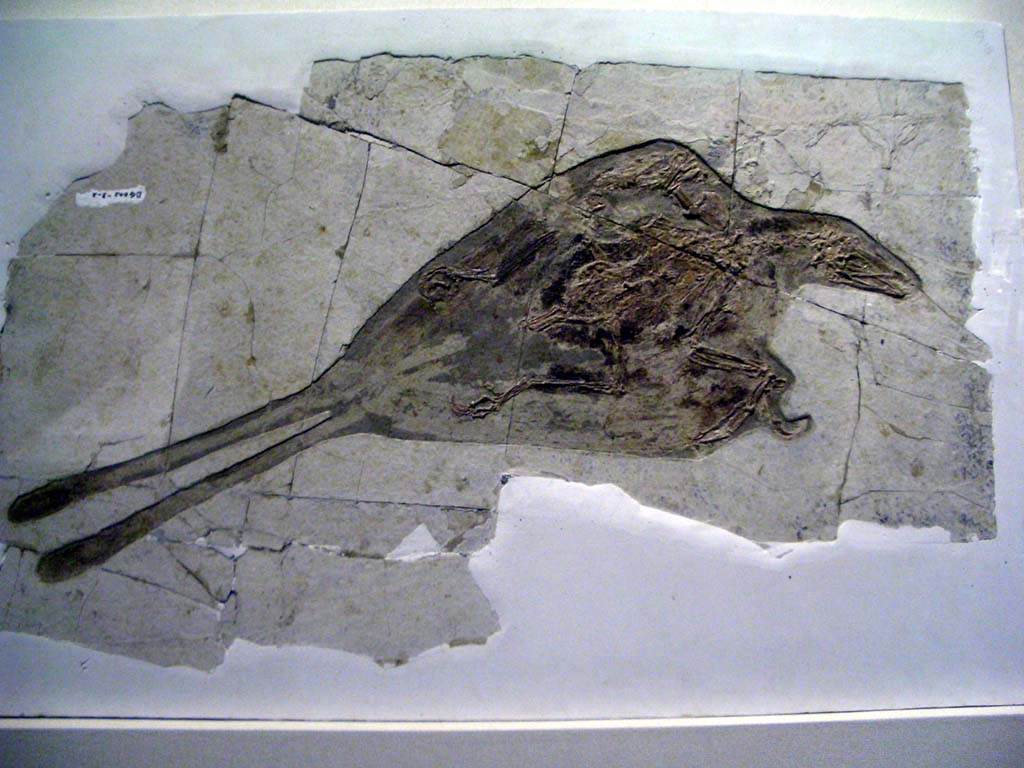
Een fossiel van een "mannetje" van Confuciusornis met staartveren

Eieren en nesten van Confuciusornis zijn niet gevonden; Zinowjew veronderstelde dat de soort in de bomen nestelde. De twee lange staartveren zijn bij slechts een deel van de gevonden fossielen aanwezig. Er is daarom in 1996 door Hou gesuggereerd dat er bij Confuciusornis sprake was van geslachtsverschillen ofwel seksuele dimorfie: de mannelijke vogels zouden dan in tegenstelling tot de vrouwelijke vogels met deze lange rectrices uitgerust zijn geweest, die bijvoorbeeld een belangrijke rol zouden kunnen spelen tijdens de balts of op zich aantrekkelijk zijn voor het andere geslacht zodat hun voorkomen een gevolg zou zijn van een zichzelf versterkend proces van seksuele selectie. Misschien hadden ze ook een opvallende kleur.

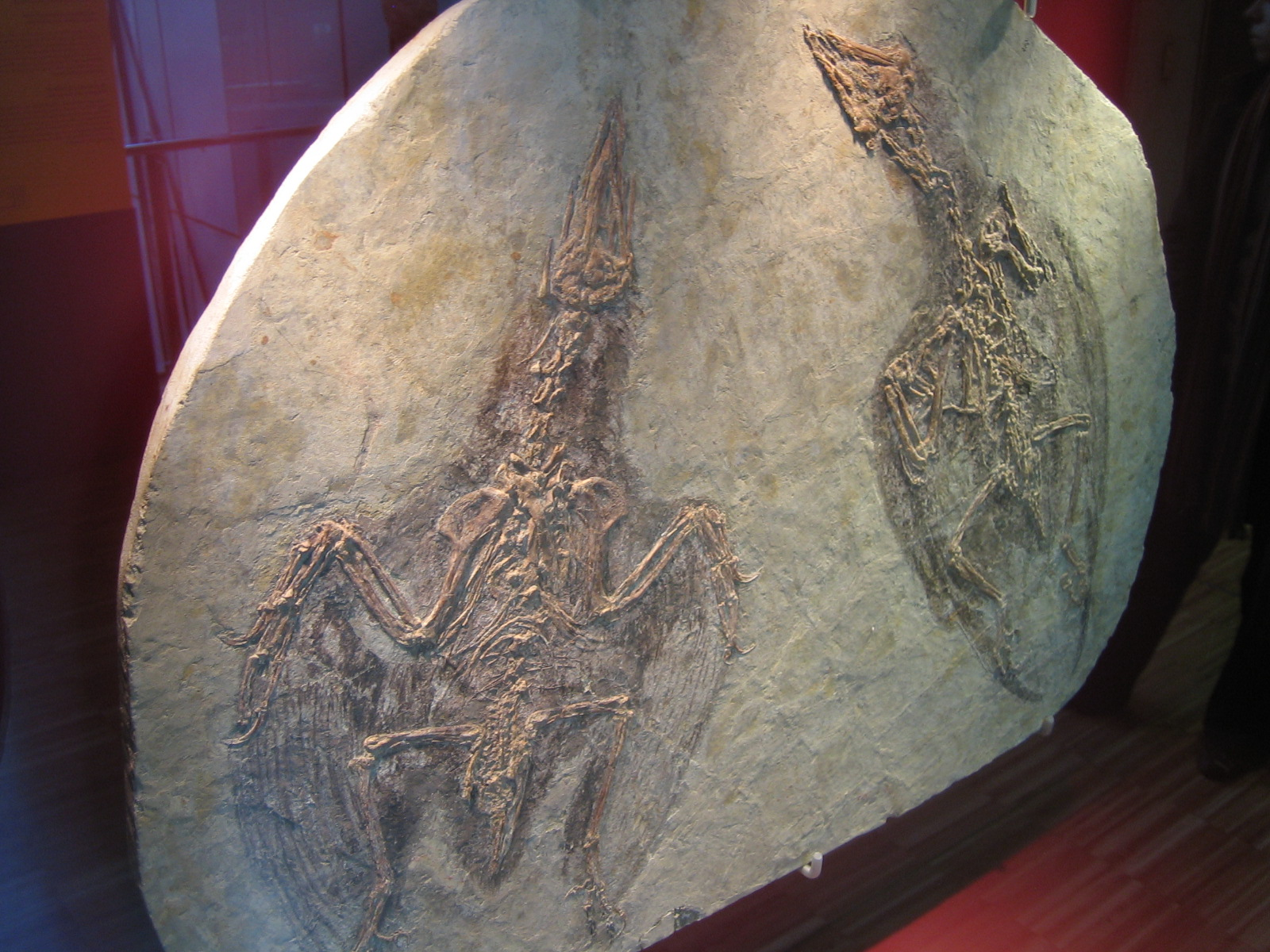
Twee "wijfjes"

Tegen deze hypothese zijn ook bezwaren opgeworpen. De mogelijke aerodynamische functie van de veerstaart is gering maar wellicht toch een afdoende verklaring voor zijn bestaan. Slechts een minderheid van de fossielen heeft lange staartveren wat op een nogal onevenwichtige geslachtsverhouding zou wijzen — hoewel die ook door haremvorming verklaard kan worden. Chiappe wees erop dat de dieren zonder rectrices ook in de rui geweest zouden kunnen zijn, ofschoon ook dat niet in overeenstemming is met hun getalsmatige overwicht onder de specimina. Nog waarschijnlijker achtte hij het dat ze jonge dieren vertegenwoordigen. Bij de volwassen dieren zouden in principe beide geslachten een lange staart gehad kunnen hebben, zelfs indien die seksueel uitgeselecteerd werd. De oorspronkelijke schattingen uit 1998 waren dat slechts 5 tot 10 procent van de exemplaren lange staartveren droegen; latere inventarislijsten van musea vermelden echter een veel hoger aandeel aan mannetjes. Het kan zijn dat deze bij voorkeur verworven zijn, vanwege hun meer decoratieve uiterlijk. Het grote aantal fossielen staat toe deze mogelijkheden statistisch te toetsen: in 2008 publiceerde Chiappe een studie gebaseerd op 106 specimina. Van een groot deel daarvan ontbrak het staartgedeelte volledig. Van de overige had 20 procent een lange staart. In grootte bleken de exemplaren een bimodale verdeling te tonen, dus met twee pieken waarvan de ene uit kleinere en de andere uit grotere dieren bestond, die echter niet samenhing met het bezit van de lange veren. Dat betekent dat het bezit van lange veren of niet wijst op een sekseonderscheid — of wel maar dan verschillen die seksen niet in grootte. In ieder geval werd de hypothese van seksuele dimorfie niet ondersteund. Echter het bezit van de lange rectrices bleek ook geen simpel rijpingskenmerk; weliswaar hadden de allerkleinste exemplaren geen lange veren maar de grotere toonden het kenmerk even vaak als de middelgrote.
Volgens Chiappe kwamen de twee pieken overeen met generaties. De kleine dieren waren jongen in hun eerste seizoen, de grote de volwassen exemplaren. Dat er weinig dieren waarin die qua grootte tussen de pieken in stonden, verklaarde hij door aan te nemen dat tegen het eind van de jeugdfase een groeispurt plaatsvond. Door de korte duur daarvan waren er op ieder gegeven moment maar weinig dieren met die groeiversnelling bezig en dat verklaarde hun zeldzaamheid onder de fossielen. Een dergelijke wat afgeplatte sigmoïde of S-vormige groeicurve is ook van meer basale theropoden bekend maar is sterk afwijkend van die van de moderne vogels waarvan de curve op dezelfde grafiek afgebeeld van het uitkomen af steil omhoog gaat totdat meestal binnen een paar maanden de definitieve volwassen grootte bereikt wordt en iedere groei abrupt ophoudt.

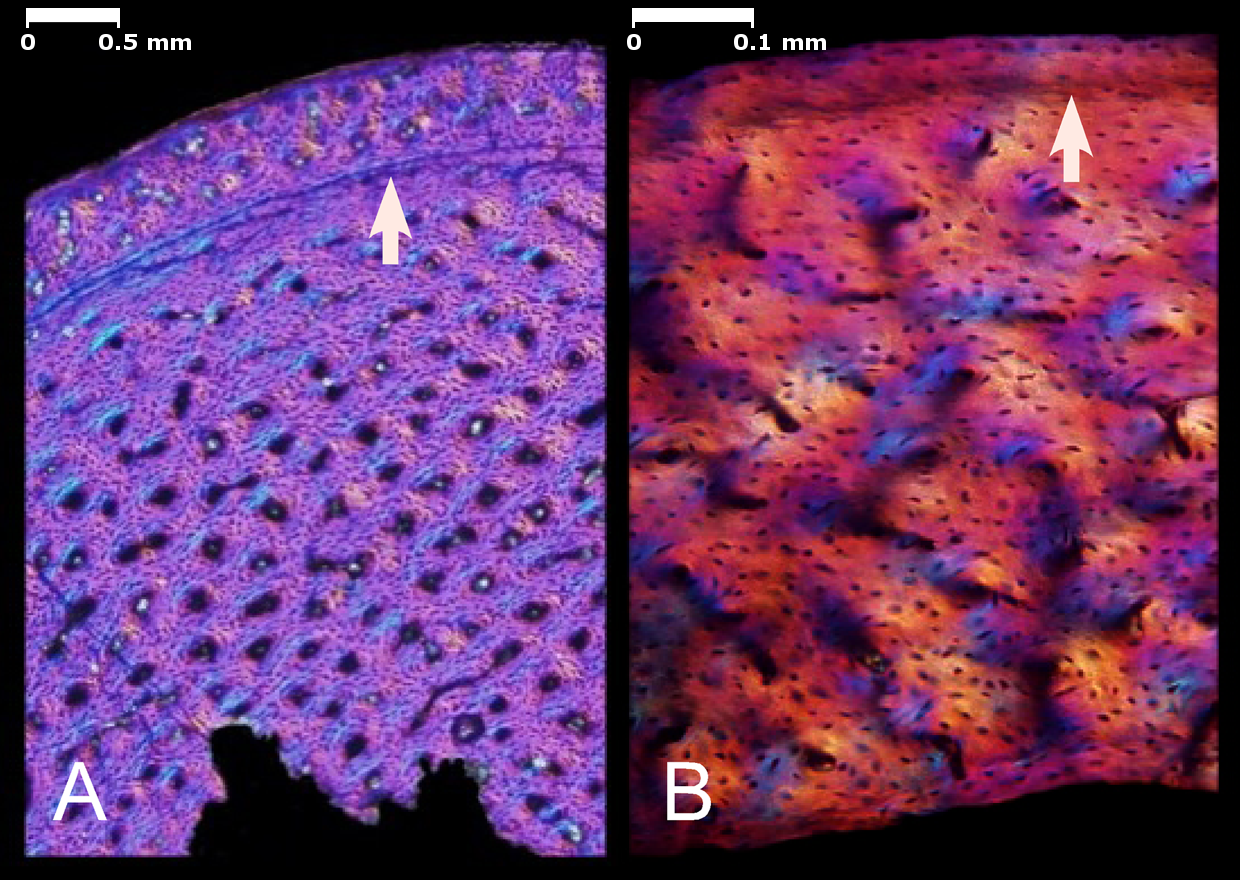
Het bot van Confuciusornis, rechts, is fibrolamellair wat duidt op een snelle groei

Chiappes bevindingen kwamen niet helemaal overeen met de resultaten van botonderzoek. De botwanden bij Confuciusornis zijn vrij dik en dat maakt het goed mogelijk om hun opbouw te bepalen. In 1998 had Zhang Fucheng door middel van röntgenonderzoek vastgesteld dat het bot zeer snel opgebouwd was in fibrolamellaire lagen die doortrokken zijn van aders. Vergelijking met de botstructuur van een alligator leidde in 1999 tot de conclusie dat Confuciusornis volledig warmbloedig was, met een stofwisseling die niet lager lag dan die van huidige vogels. De groeisnelheid zou te vergelijking zijn geweest met de basalere theropode Beipiaosaurus. In 2003 bevestigde een studie van Armand de Ricqlès naar de botstructuur deze conclusies en stelde dat de groei van Confuciusornis in wezen modern was. Het dier zou in hoogstens twintig en misschien zo weinig als dertien weken de maximale grootte bereikt hebben en de kleinere grootte van basale vogels in vergelijking met hun voorouders onder de theropoden zou veroorzaakt zijn, niet door de groeisnelheid te vertragen maar door de groeiduur te beperken.

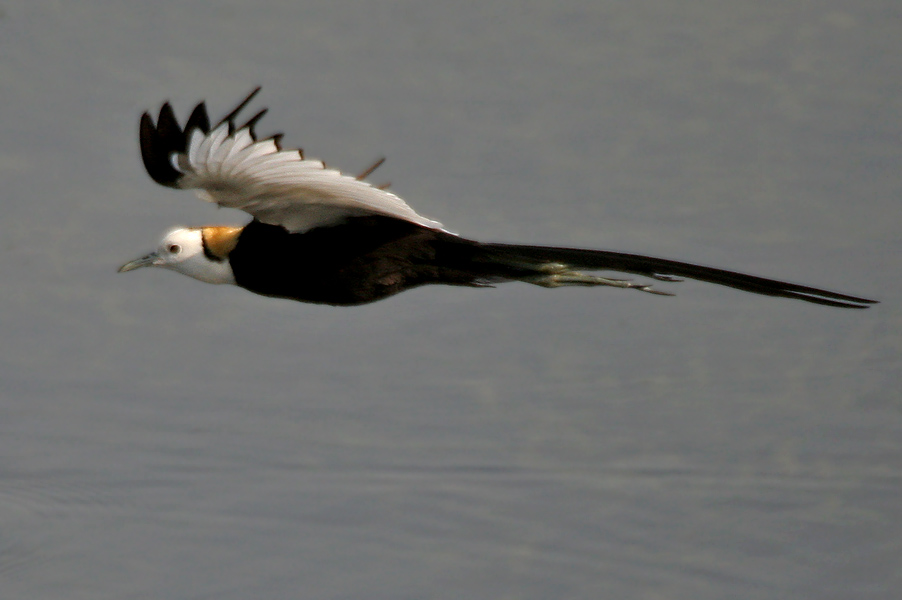
De waterfazant is nog een vogel die Peters als een moderne analoog ziet voor Confuciusornis

In 2009 gaf Dieter S. Peters aan de data van Chiappe een andere interpretatie. Hij wees erop dat pas uitgekomen jongen vermoedelijk niet zwaarder wogen dan een dertig gram. Om te kunnen vliegen hadden ze dus al een groeispurt moeten doormaken wat twee groeiversnellingen zou impliceren als Chiappes hypothese waar was. De verdeling leek Peters eenvoudiger te verklaren door toch seksuele dimorfie aan te nemen, zij het dan een die niet in de veerlengte tot uitdrukking kwam. Hij meende ook eigenlijk een trimodale verdeling te zien met een piekje voor de allerjongste dieren. In tegenstelling tot de gebruikelijke opvatting dacht Peters echter dat juist de grotere dieren de vrouwtjes waren. Dat patroon zag hij namelijk ook bij een nog bestaande vogelsoort waarvan beide seksen lange staartveren dragen: de waterfazant Hydrophasianus chirurgus. De lastige vraag waarom veel exemplaren geen lange veren hadden als het geen sekseonderscheid was, beantwoordde hij door aan te nemen dat Confuciusornis net als sommige moderne vogels in staat was een deel van het verenkleed af te werpen om aanvallers te verwarren. De stress vanwege de vulkaanuitbarsting waardoor de vogels gedood werden, zou dit mechanisme in werking hebben gesteld. In 2013 stelde Chiappe doorslaggevend bewijs te hebben dat de dieren met korte staarten wijfjes waren: bij zo'n exemplaar, specimen DNHM-D1874, was namelijk medullair bot aangetroffen waaraan het vrouwelijke dier kalk onttrekt bij de leg. De vondst van één exemplaar levert echter alleen bewijs op als we al uitgaan van seksueel dimorfisme: binnen de hypothese van Peters is de combinatie immers ook mogelijk.
In de studie van Chiappe bleken de meeste exemplaren op of bij de lijn van de groeicurve uit te vallen zodat ze kennelijk een doorlopende groeireeks vormden; de enige twee belangrijke afwijkingen waren de holotypen van C. dui en Changchengornis, een bewijs dat het hier inderdaad om aparte taxa gaat.
In 2022 concludeerde een studie van Chiappe dat tijdens de rijping de snavellengte continu toenam. Dat zou tot gevolg hebben gehad dat jonge en oudere dieren een aparte voedselniche bezetten. Dat zou de concurrentie tussen de leeftijdsgroepen hebben verminderd en de cohesie binnen een leeftijdsgroep verhoogd.
In 2024 concludeerde een statistische analyse van een groot aantal exemplaren dat er duidelijk sprake was was van seksuele dimorfie in de staatveerlengte, alsmede in de lichaamsgrootte en de proportieveranderingen tijdens de rijping. Dit zou het oudste bewijs zijn voor seksuele selectie onder de vogels.